# Gaudenzio Ferrari
Gaudenzio Ferrari (Valduggia, fra il 1475 e il 1480 – Milano, 31 gennaio 1546) è stato un pittore e scultore italiano.
Scrisse di lui Giorgio Vasari:
(Vite de' più eccellenti pittori, scultori e architetti, 1568)

## Biografia

### Gli esordi e l'impegno valsesiano

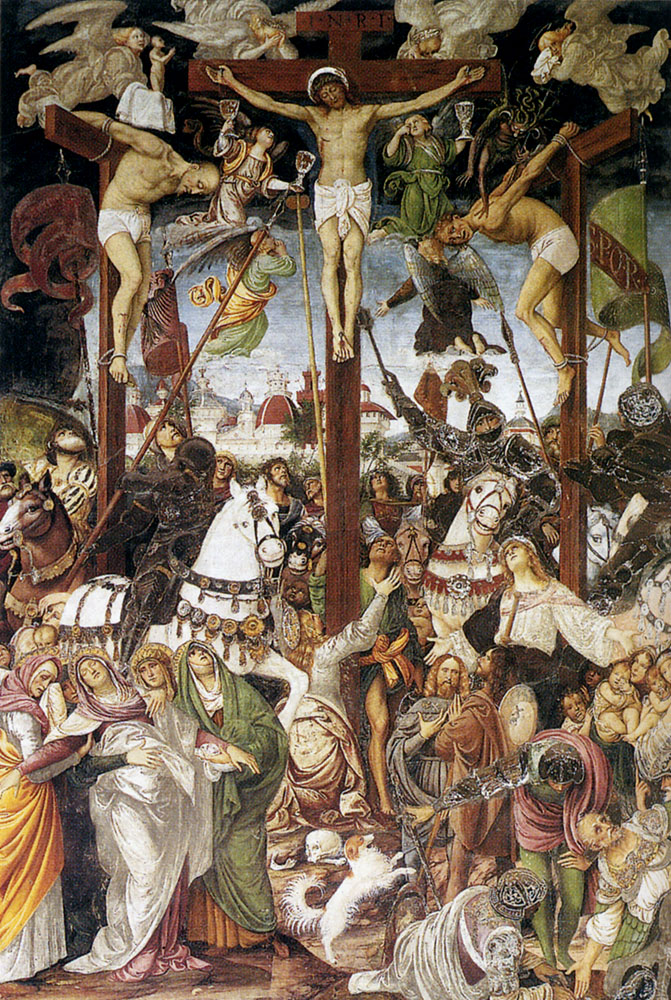
Crocifissione, affresco, 1513, parete della chiesa di S. Maria delle Grazie, Varallo

Le poche notizie sull'apprendistato del giovane artista, destinato a diventare uno dei massimi esponenti dell'arte italiana del XVI secolo, lo collocano in quella Milano in cui, al termine del Quattrocento, si avverte con forza l'influenza di Leonardo, di Bramante, ma anche dei più anziani Vincenzo Foppa e Bernardino Zenale.
Giovan Paolo Lomazzo lo vuole - cosa che la critica tende oggi a confermare - allievo di Giovanni Stefano Scotti, artista impegnato in quegli anni nella Fabbrica del Duomo milanese; ma nelle sue opere oltre all'influsso leonardesco, che fu preminente, si trovano anche suggestioni provenienti da Perugino e da Raffaello e motivi derivati da Dürer e dagli artisti nordici della scuola danubiana, conosciuti attraverso le incisioni. Il giovane Gaudenzio si dimostra dunque in grado di assimilare ed integrare le diverse lezioni.
È da ipotizzare, tuttavia, che un altro e più fertile apprendistato si realizzi nella "sua" Varallo, tra le pareti della chiesa di Santa Maria delle Grazie e la nascente impresa - voluta dal padre francescano Bernardino Caimi - di edificazione del Sacro Monte di Varallo in guisa di "Nuova Gerusalemme", progetto al quale Ferrari legherà poi indissolubilmente il suo nome.
Quali che fossero i primi artisti che operarono a Varallo (si è ipotizzata, quantomeno, l'eco della scuola spanzottiana), l'esordio artistico di Gaudenzio avviene a cavallo tra il nuovo ed il vecchio secolo; le prove artistiche di tale periodo (citiamo la tavola della Crocefissione e le figure degli angeli negli affreschi staccati conservati alla pinacoteca civica di Varallo) lasciano già intendere quella poetica piena di interiore umanità con la quale l'artista valsesiano costantemente interpreterà l'arte sacra.
Tra le opere del primo decennio del XVI secolo, quando ormai Gaudenzio può vantare il titolo di magister, vanno menzionati gli affreschi della Cappella di Santa Margherita (1507) nella chiesa di Santa Maria delle Grazie a Varallo ed il Polittico di Sant'Anna (1508), realizzato per l'omonima chiesa in Vercelli (ora smembrato e diviso tra la Sabauda di Torino e la National Gallery di Londra) nel quale è riconoscibile il debito artistico verso il Bramantino.

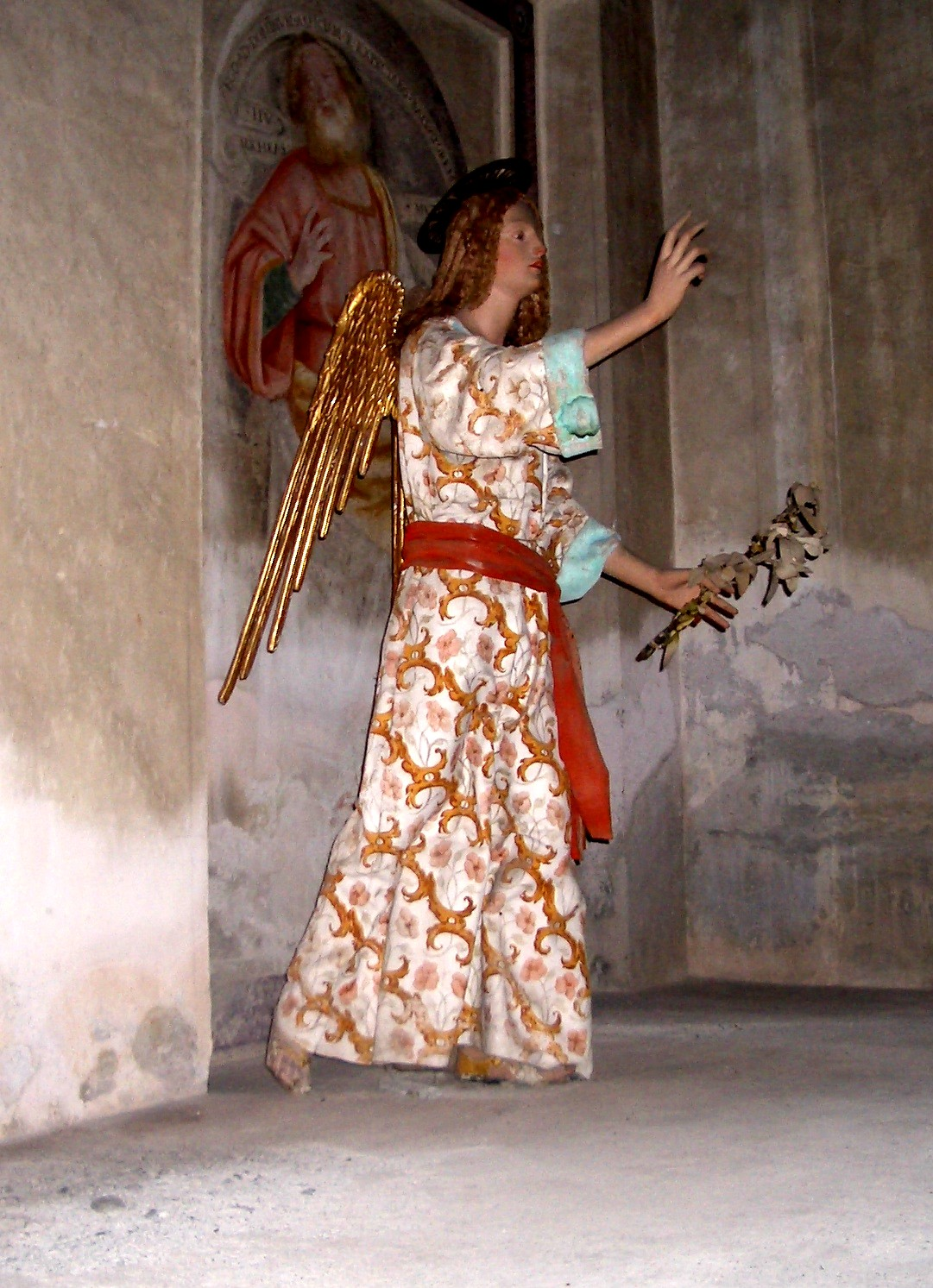
Angelo annunciante, legno policromo, rivestito in tessuto, ca. 1510, Sacro Monte di Varallo, Cappella II

Nella stessa decade ha inizio la collaborazione di Gaudenzio ai lavori del Sacro Monte: sue sono le splendide statue lignee nella cappella dell'Annunciazione e in quella di Gesù che sale la scala del Pretorio (figure di Cristo e del "Manigoldo")
Poco prima della realizzazione di tali opere si colloca il viaggio, forse effettuato assieme ad Eusebio Ferrari (alcuni ipotizzano assieme al Bramantino), attraverso le capitali dell'arte rinascimentale italiana, sino a Roma, dove si concentrano gli artisti più rinomati. Da tale viaggio di studio deriva, in particolare, l'attenzione del Ferrari verso la poetica del Perugino
Nel decennio successivo si colloca la realizzazione del grande ciclo di affreschi con le Storie della Vita e Passione di Cristo realizzate sul tramezzo della chiesa di S. Maria delle Grazie a Varallo. In un'opera così impegnativa, Ferrari si vale delle lezioni apprese nel suo apprendistato milanese (le architetture del Bramante, i paesaggi rocciosi di Leonardo da Vinci, ecc.) e nel suo viaggio romano; ma è tutt'altro che immemore - forse per impulso diretto di quei committenti francescani ai quali rimarrà a lungo legato - dell'opera analoga realizzata sulla parete di San Bernardino in Ivrea da Giovanni Martino Spanzotti.
Questo non solo per la scelta di valersi della stessa partizione compositiva, con scene quasi identiche (anche prendendo a prestito l'idea dei "notturni"), ma soprattutto per quella semplicità narrativa e per quell'afflato di religiosità popolare che troviamo soprattutto nella Crocifissione e nelle scene che la precedono.
Bisogna tuttavia, oltre a ricercare i debiti culturali, sottolineate quegli elementi di originalità interpretativa che il pittore di Valduggia va maturando: uno per tutti, l'uso esteso - ripreso dall'arte gotica - della pastiglia per gli aggetti di elmi, corazze ed aureole, che lascia intendere quel progetto di fusione tra pittura e scultura che si realizzerà compiutamente negli altri lavori sopra la parete rocciosa di Varallo.

### Il Sacro Monte di Varallo e la Madonna di Loreto a Roccapietra

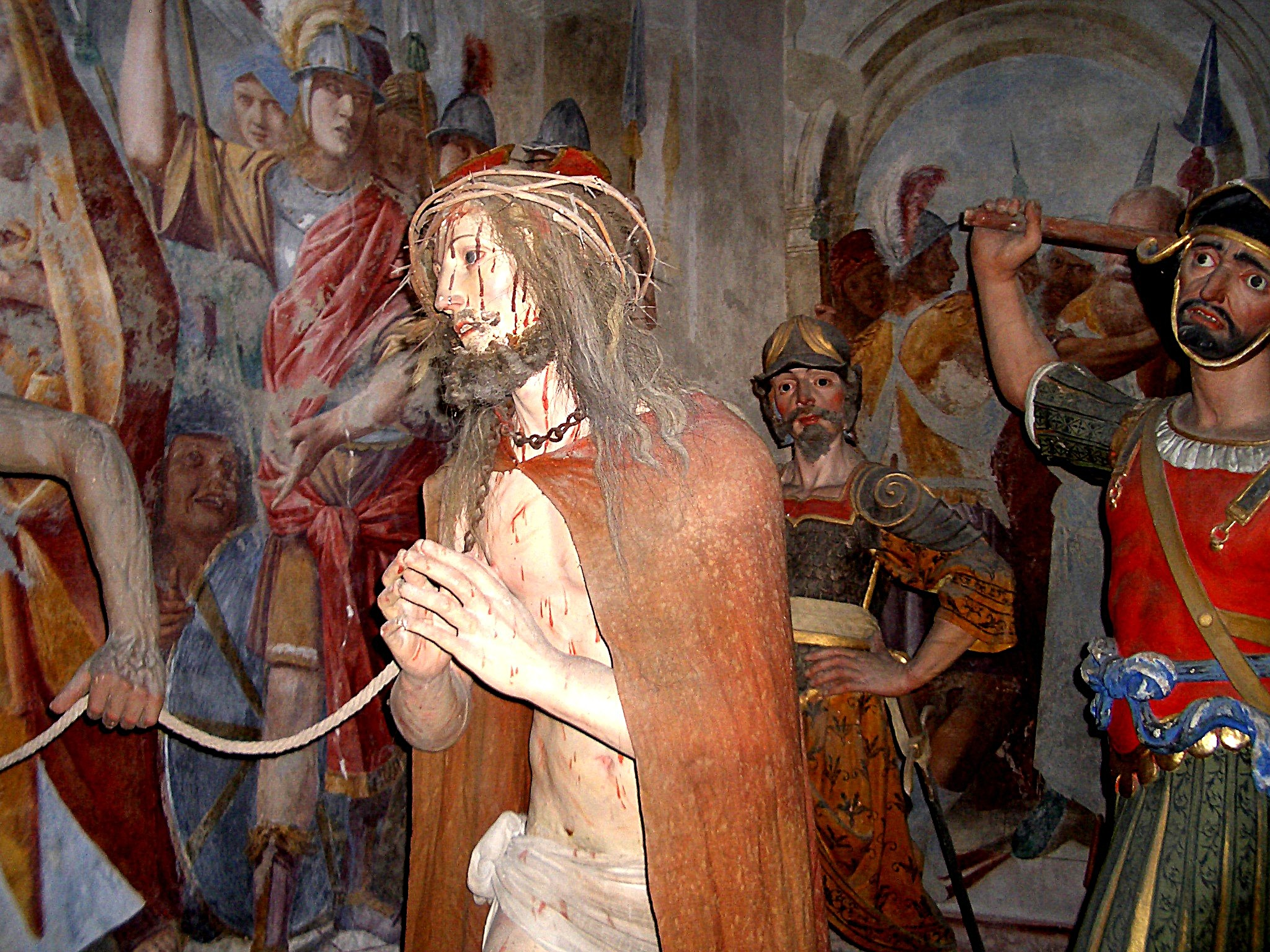
Cristo che sale al Pretorio; legno policromo, ca 1510, Sacro Monte di Varallo, Cappella XXXII

Il Sacro Monte di Varallo - il "gran teatro montano" secondo la felice espressione del saggio di Giovanni Testori che fortemente ha contribuito a "restituire" all'opera di Ferrari la dignità di uno dei punti alti dell'arte rinascimentale - è permeato dal genio di Gaudenzio che qui sfrutta, combinandole creativamente, le sue capacità di scultore, di pittore e finanche - secondo la testimonianza del Lomazzo - di architetto che sa adattare l'edificazione delle cappelle alla poesia del paesaggio montano. Grazie alla sintesi tra scultura e pittura le cappelle della "Nuova Gerusalemme" assumono il senso di una rappresentazione teatrale, con gli attori principali, plasticati in terracotta policroma,  posti in primo piano, ed una serie di astanti che si affacciano dalle pareti affrescate, come nella figurazione di una "laude medievale" che coinvolge un intero paese.
Le cappelle sicuramente ed interamente realizzate da Ferrari sono quella della Crocifissione (1520-1526) e quella del Adorazione dei Magi (1526-1528); suoi interventi sono presenti anche in quelle della Natività, dell'Adorazione dei Pastori e della Presentazione al Tempio.  Quando Gaudenzio nel 1529, dopo quasi un trentennio di collaborazione, abbandona il Sacro Monte, il suo lascito si impone come linea direttrice per gli artisti di area piemontese e lombarda che, nei secoli successivi, si affaticheranno sulle nuove cappelle.
Le opere che adornano le cappelle del Sacro Monte, un tempo (ancor recente) ritenute espressione di "arte popolaresca", sono oggi "uno dei vertici dell'arte italiana del Cinquecento".

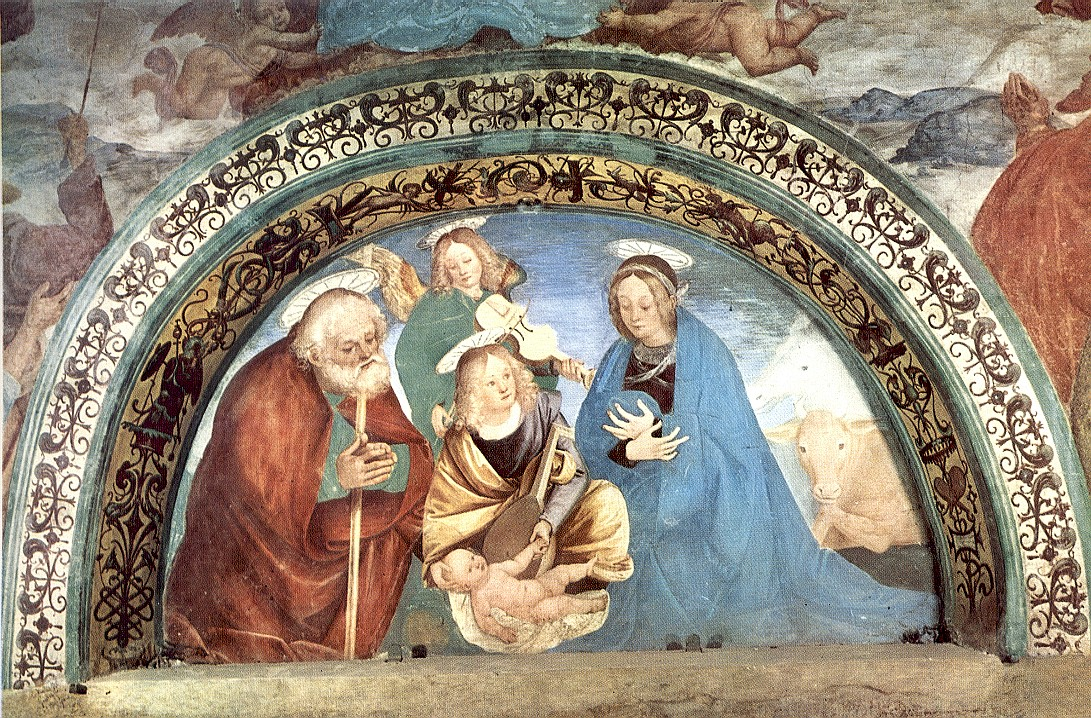
Natività, 1515, Cappella della Madonna di Loreto (Varallo)

Sulla grandiosa cappella della Crocifissione (la "Sistina delle montagne") così ha scritto Giovanni Testori:
(G. Testori, Elogio dell'arte novarese, 1962)
Negli anni di impegno al Sacro Monte di Varallo Ferrari riesce anche a rispondere alle richieste di altri importanti committenti, come testimoniano i polittici della Collegiata di Arona (1511) e di San Gaudenzio a Novara (1514-21).
Risalgono a questi stessi anni anche gli affreschi ed i lavori in terracotta eseguiti presso la suggestiva Madonna di Loreto, a Roccapietra, un piccolo centro nei pressi di Varallo.

### A Vercelli e in Lombardia

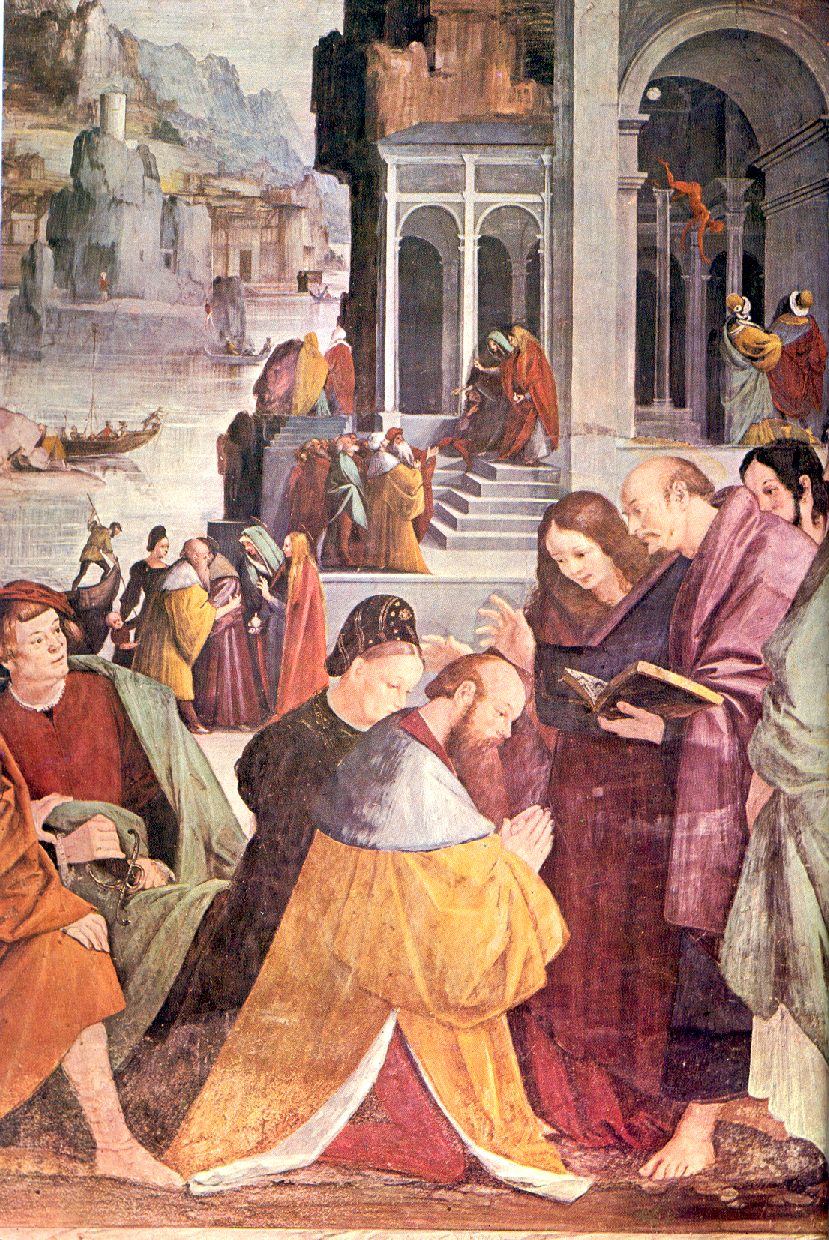
Battesimo dei principi di Marsiglia, ante 1533, Chiesa di San Cristoforo, Vercelli

Dopo l'abbandono dei lavori sul "super parietem", il Gaudenzio scultore cede, per così dire, il passo al Gaudenzio pittore, che riesce tuttavia a conservare ad un livello alto la sua capacità espressiva, incentrata su un forte senso dell'impianto scenico e su una esuberante vena immaginativa, come ben testimoniano i due cicli simmetrici di affreschi con le Storie della Vergine e le Storie della Maddalena realizzati (1532-34) in San Cristoforo a Vercelli, che Jacob Burckhardt riteneva essere forse le sue pitture più importanti.
In effetti i due cicli di affreschi presentano momenti di grande suggestione. Citiamo ad esempio il riquadro con il Battesimo dei principi di Marsiglia a proposito del quale è stato osservato:
(Mauro Guilla, Gaudenzio Ferrari in San Cristoforo, APT Vercelli, 1996)
Nella chiesa di San Cristoforo, prima degli affreschi, Ferrari aveva già realizzato la maestosa ancona posta sull'altar maggiore, La Madonna degli aranci destinata a diventare per anni un essenziale punto di riferimento per tutta la produzione pittorica vercellese.
La capacità figurativa dimostrata nel popolare di presenze angeliche la cappella della Crocifissione gli torna utile, con un di più di estro inventivo, nella vertiginosa raffigurazione degli angeli musicanti ne Il Paradiso che accoglie l'Assunta (nota anche come Concerto degli Angeli) realizzato per la cupola del Santuario della Madonna dei Miracoli in Saronno (1534-36).
La rappresentazione Paradiso realizzata da Gaudenzio è affollata da uno stupefacente turbine di angeli coloratissimi che si dispongono su quattro cerchi concentrici: in quello più in alto è posto uno stuolo di angioletti ignudi e pieni di luce che volgono lo sguardo in alto verso il Padre al centro della cupola; al di sotto vi è la raffigurazione del concerto vero e proprio, con gli angeli cantori che leggono assieme libri corali e cartigli, ed angeli intenti a far musica: essi compongono la più variegata orchestra di strumenti a corde ed a fiato che mai sia stata dipinta.

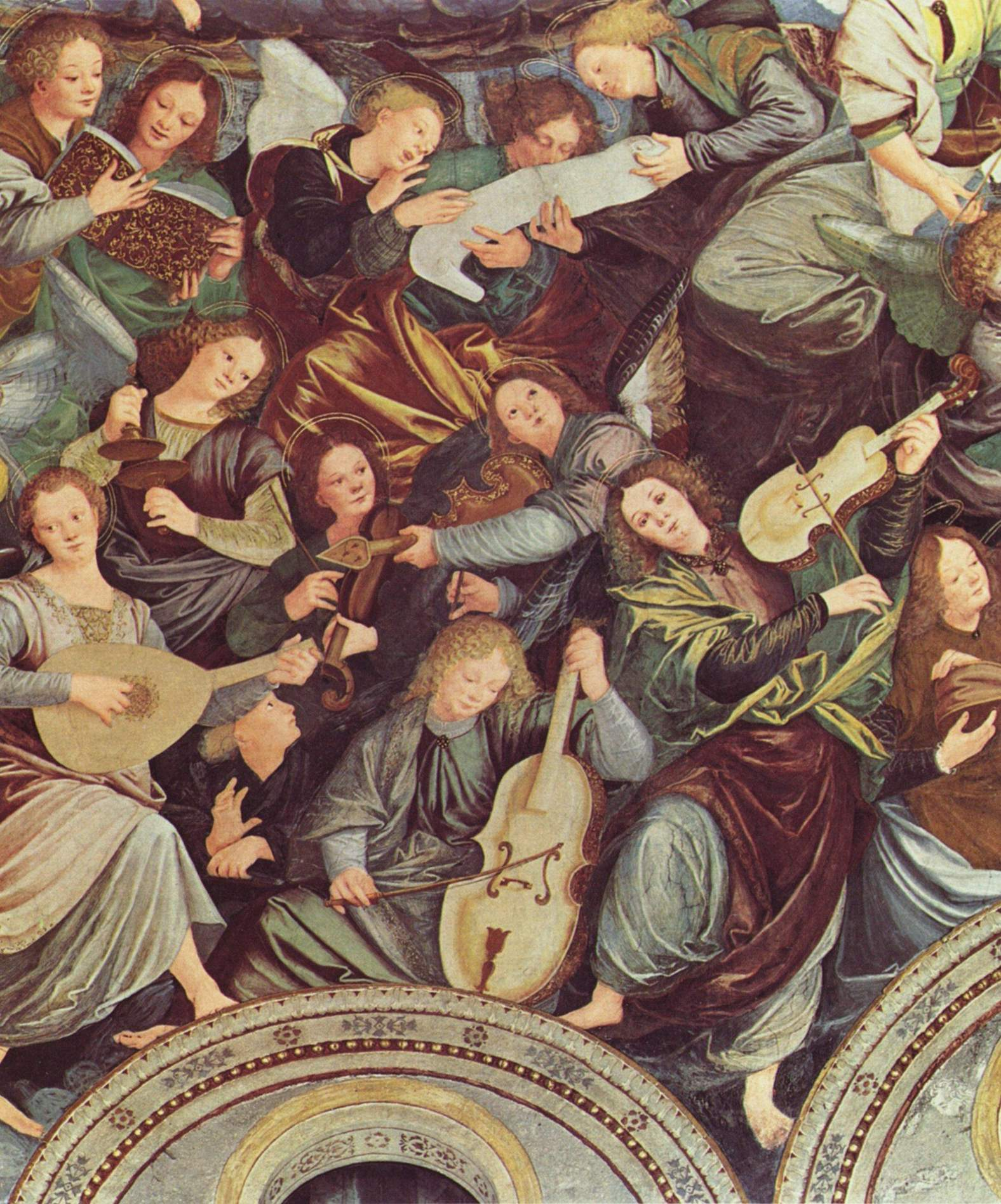
Concerto degli Angeli, affresco, 1534-36; Santuario della Madonna dei Miracoli, Saronno

Si possono contare ben cinquantasei diversi strumenti musicali, i più riconoscibili come strumenti in uso in quei tempi ed altri usciti dalla fantasia dell'artista:
(Sandro Boccardi, Un concerto nel cielo di Saronno, in AA.VV., "Il concerto degli Angeli, Gaudenzio Ferrari e la cupola del Santuario di Saronno", A. Pizzi editore, Milano, 1990)
Nel 1537 il Ferrari si trasferisce definitivamente a Milano dove resterà sino alla morte: la sua reputazione di artista era ormai consolidata, tale da fruttargli un ampio numero di commesse. Gaudenzio seppe assecondare i committenti adeguandosi ai gusti che andavano affermandosi nella capitale lombarda.
Sulla sua fama acquisita a Milano vi è da osservare che, se il Vasari nelle Vite dedica a Gaudenzio Ferrari le poche - seppur alquanto elogiative - parole riportate in epigrafe, Lomazzo nella sua Idea del tempio della pittura, (1590) considera Gaudenzio uno dei grandi della pittura, uno di quelli che egli battezza i "Sette Governatori dell'Arte".
Tra le opere del periodo milanese si possono citare gli affreschi della Cappella della Santa Corona in Santa Maria delle Grazie (1540-1542), il San Paolo per Santa Maria delle Grazie e oggi al Musée des Beaux-Arts di Lione (1543), il San Gerolamo in San Giorgio al Palazzo, il polittico dell'Assunta per S. Maria di Piazza (con collaboratori) a Busto Arsizio.
Presso la sua bottega opera Bernardino Lanino, che negli anni successivi sarà, con maggiori intonazioni manieristiche, il più fedele interprete del maestro.

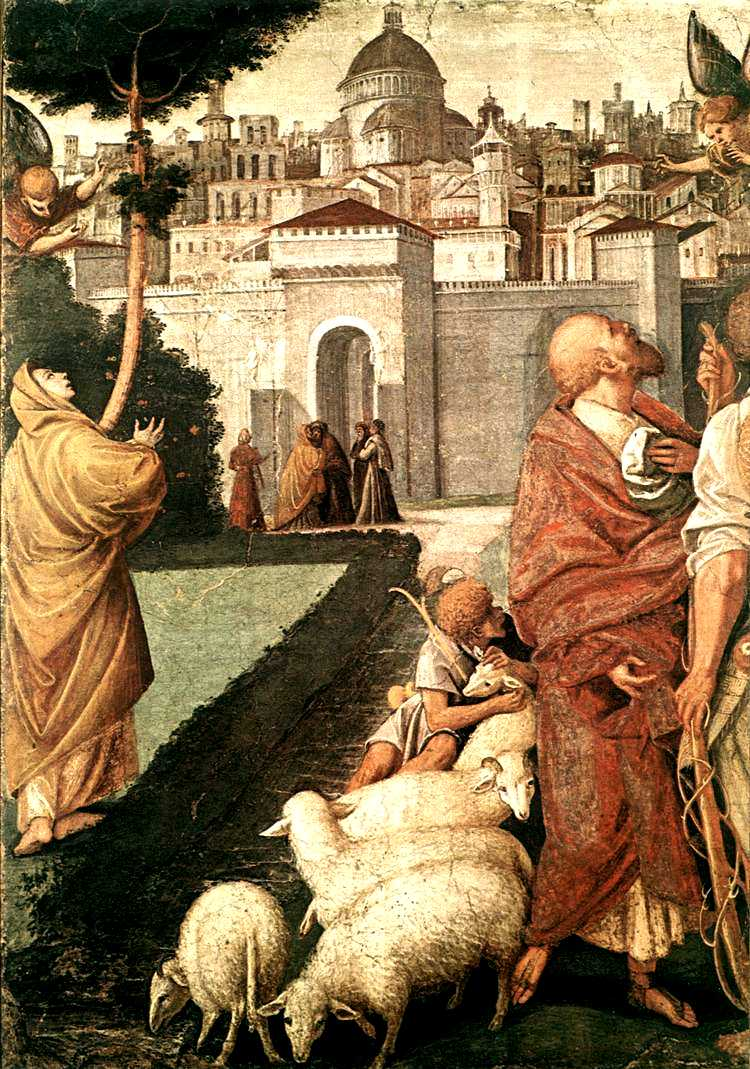
Storie di Gioacchino ed Anna, affresco staccato e riportato su tela, 1544-45, Brera, Milano

Negli ultimi anni della sua carriera, Gaudenzio ha poi come principale collaboratore il novarese Giovanni Battista Della Cerva, noto anche per essere stato maestro di Giovan Paolo Lomazzo.
Il periodo milanese - in un contesto politico che vede il dominio spagnolo e il suo pomposo cerimoniale, rimanendo comunque la città un polo di attrazione artististica, grazie anche alle rigogliose attività manifatturiere e commerciali - è, come si è accennato, pervaso da una volontà di aggiornamento stilistico verso forme più spettacolari e magniloquenti derivate dalla coeva pittura manieristica: come nella Crocifissione della Galleria Sabauda di Torino, con la composizione affolata di figure e episodi ricchi di pathos, oppure nel Martirio di Santa Caterina (1539-1540), proveniente dalla chiesa di Sant'Angelo ed oggi alla Pinacoteca di Brera, dove la composizione è concepita teatralmente, con i torturatori a fungere da "personaggi-quinte" ai lati della santa, ritratta in un atteggiamento di ostentata impassibilità.
Il Ferrari nelle ultime opere coniuga con maggiore equilibrio i nuovi motivi manieristici con la tradizione naturalistica lombarda: ne è un esempio la pala dell'Ultima Cena, realizzata per la chiesa milanese di Santa Maria della Passione (pala in cui Gaudenzio, recuperando memorie nordiche e forte di una raggiunta autonomia stilistica, non ha remore nel discostarsi dall'imperante modello del Cenacolo di Leonardo); ma ne è soprattutto esempio - per la facilità espressiva del racconto - quello che è il suo ultimo importante lavoro a fresco (tecnica pittorica che si rivela ancora una volta particolarmente congeniale alla poetica di Gaudenzio): le Storie di Gioacchino ed Anna (1544-45) realizzate in Santa Maria della Pace, ed ora - strappate e riportate su tela - conservate nella Pinacoteca di Brera.
Gli affreschi di Santa Maria della Pace furono già lodati dal Lomazzo che ne seppe cogliere la freschezza del racconto.  Testori ha sottolineato la influenza che tali affreschi hanno avuto rispetto alla peculiare connotazione che ebbe il manierismo tra Piemonte e Lombardia.

## Opere

### Ultimo decennio del XV secolo
- Crocifissione, tempera e olio su tavola, 131 x 178 cm, 1498, Pinacoteca Civica, Varallo;  Archiviato il 14 giugno 2011 in Internet Archive.
- Affreschi staccati provenienti dalla cappella della Dormitio Virginis al Sacro Monte (Assunzione della Vergine, Angeli), 1493-95, Pinacoteca Civica, Varallo;
- Crocifisso ligneo (attribuzione), legno dipinto e dorato, 1496-97 circa, Chiesa parrocchiale, Zuccaro frazione di Valduggia
- Madonna dormiente, (attribuzione), legno scolpito e dipinto, 1498 circa, scurolo delle basilica dell'Assunta, Sacro Monte di Varallo

### Primo decennio XVI secolo
- Deposizione, tempera su carta incollata su tela e riportata su tavola, cm. 57x68, 1502-1503, Museo Borgogna, Vercelli
- Tavole con Adorazione dei Pastori e Adorazione dei Magi, predelle di polittico smembrato, circa 1507, Museo Civico d'Arte Antica di Torino;
- Polittico di Sant'Anna, 1508, diviso tra

quattro tavole con Gioacchino cacciato dal tempio ; Madonna col Bambino, Sant'Anna ed i confratelli donatori; L'incontro di Gioacchino e Sant'Anna alla porta Aurea conservate alla Galleria Sabauda, Torino
due tavole con Angelo annunciante ; Vergine annunciata  alla National Gallery, Londra
- Affreschi della Cappella di Santa Margherita (Presentazione di Gesù al Tempio Disputa con i dottori), 1507, Santa Maria delle Grazie, Varallo
- Statue lignee Sacro Monte di Varallo:

statue dell'Angelo annunziante e Vergine annunziata nella Cappella II, Annunciazione, 1505 ca;
statue di Gesù e del manigoldo nella Cappella XXXII, Gesù sale la scala del Pretorio, 1505-10

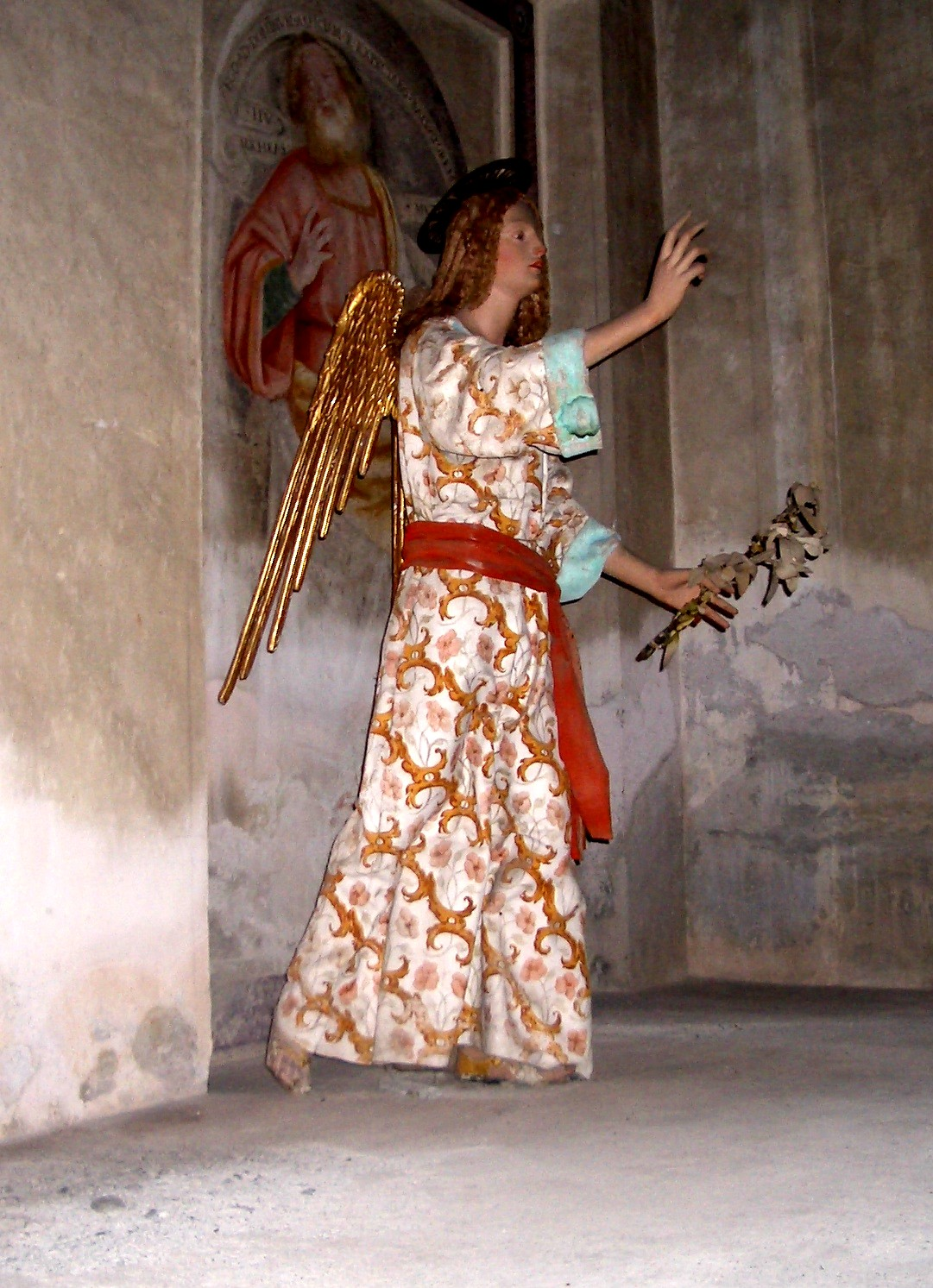
Sacro Monte di Varallo, cappella II, Angelo annunciante
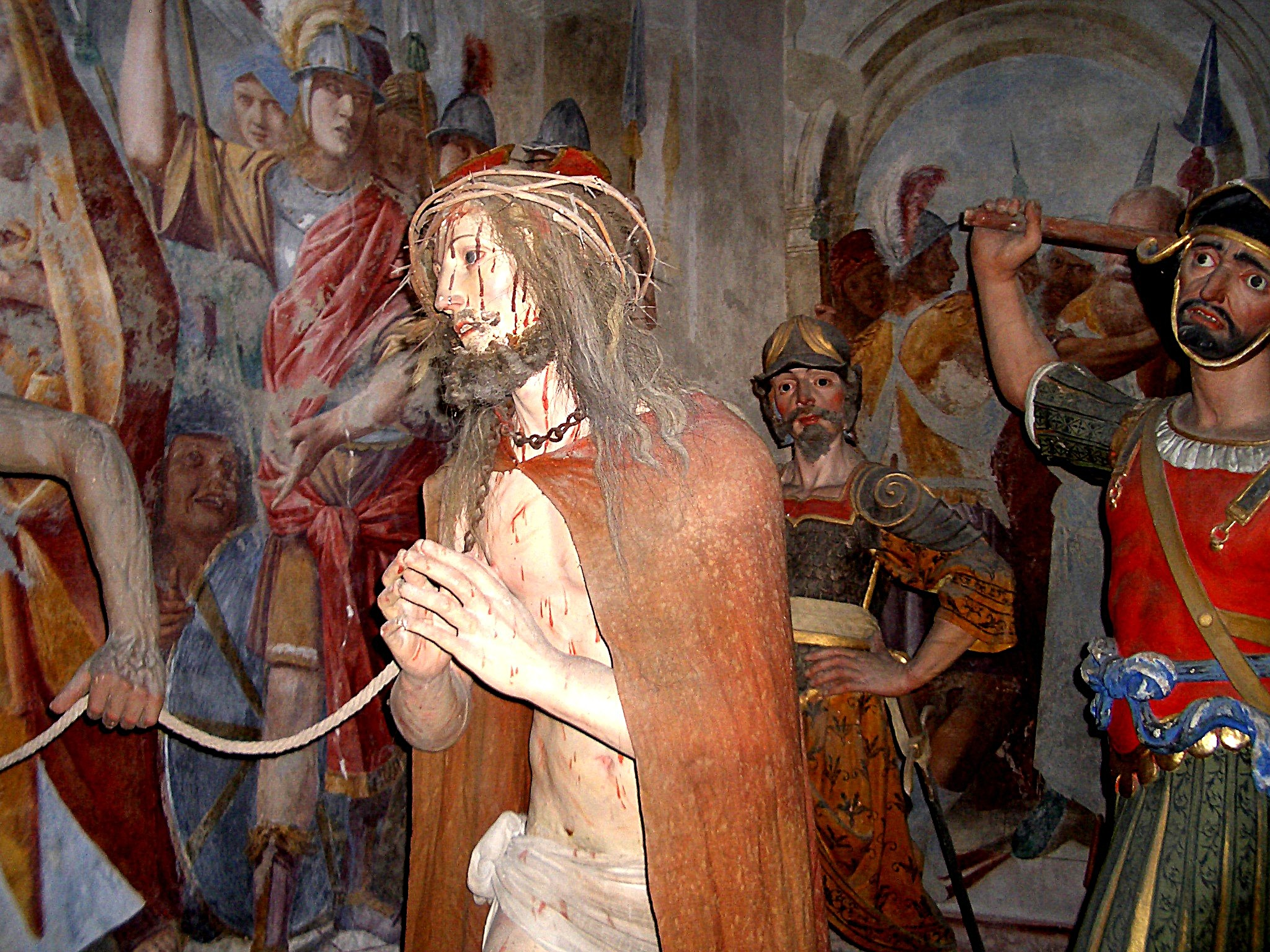
Sacro Monte di Varallo, cappella XXXII, statue di Gesù e del manigoldo

### Secondo decennio del XVI secolo
- Polittico della Collegiata di Santa Maria ad Arona, 1511
- Tramezzo affrescato con le Storie della Vita e Passione di Cristo, 1513, Santa Maria delle Grazie, Varallo
- Polittico di San Gaudenzio, Madonna con Bambino e Santi, Natività, Annunciazione, 1516, Basilica di San Gaudenzio, Novara
- Ultima Cena, (eseguito in collab. con Sperindio Cagnola), olio e tempera su tavola, 1514-21, 250 X 150 cm, Duomo di Novara
- Decorazioni della cappella della Madonna di Loreto, 1515 circa, Varallo, frazione Roccapietra
- Annunciazione, tavola, 1512-13 circa, 88 x 86 cm , Gemäldegalerie, Berlino
- Adorazione del Bambino, tavola, 101,3 x 68,2 cm, , Städel Museum, Francoforte
- San Francesco riceve le stigmate, olio su tavola, 187.8 x 153.5, Pinacoteca Civica, Varallo;  Archiviato il 14 giugno 2011 in Internet Archive.
- Statue in terracotta del Sacro Monte di Varallo:

Cappella VI, Natività, 1515 ca.;
Cappella VII, Adorazione dei pastori, 1513-15;
Cappella VIII, Presentazione al Tempio (anche gli affreschi delle cappella sono di G. Ferrari), 1515-16

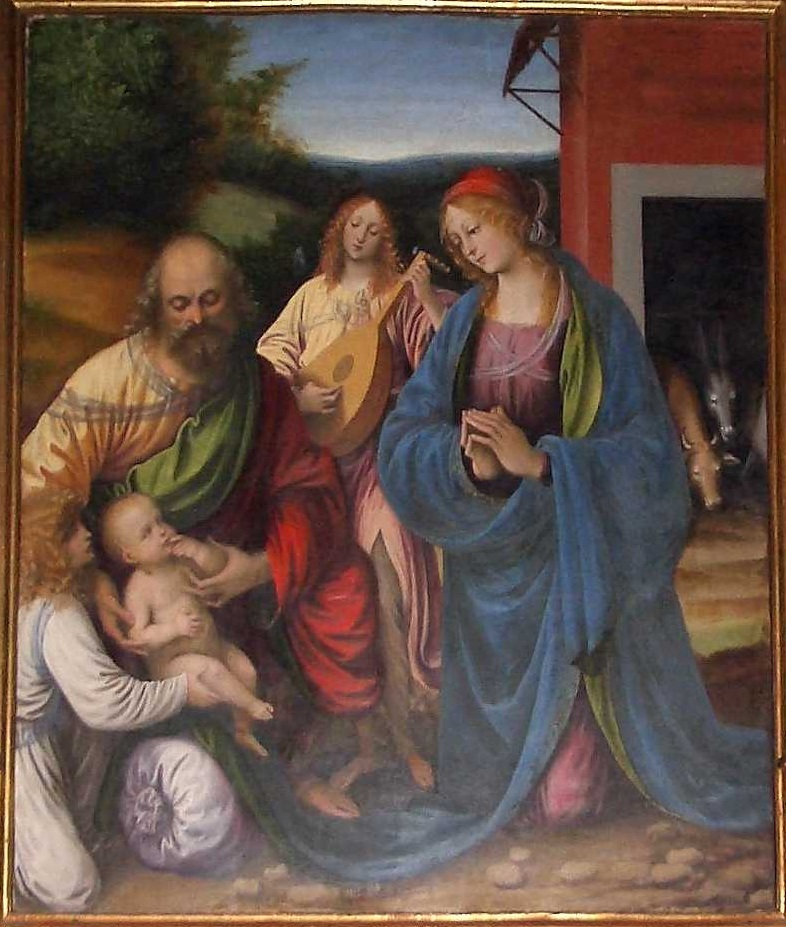
Polittico della Collegiata di Arona, particolare del pannello centrale
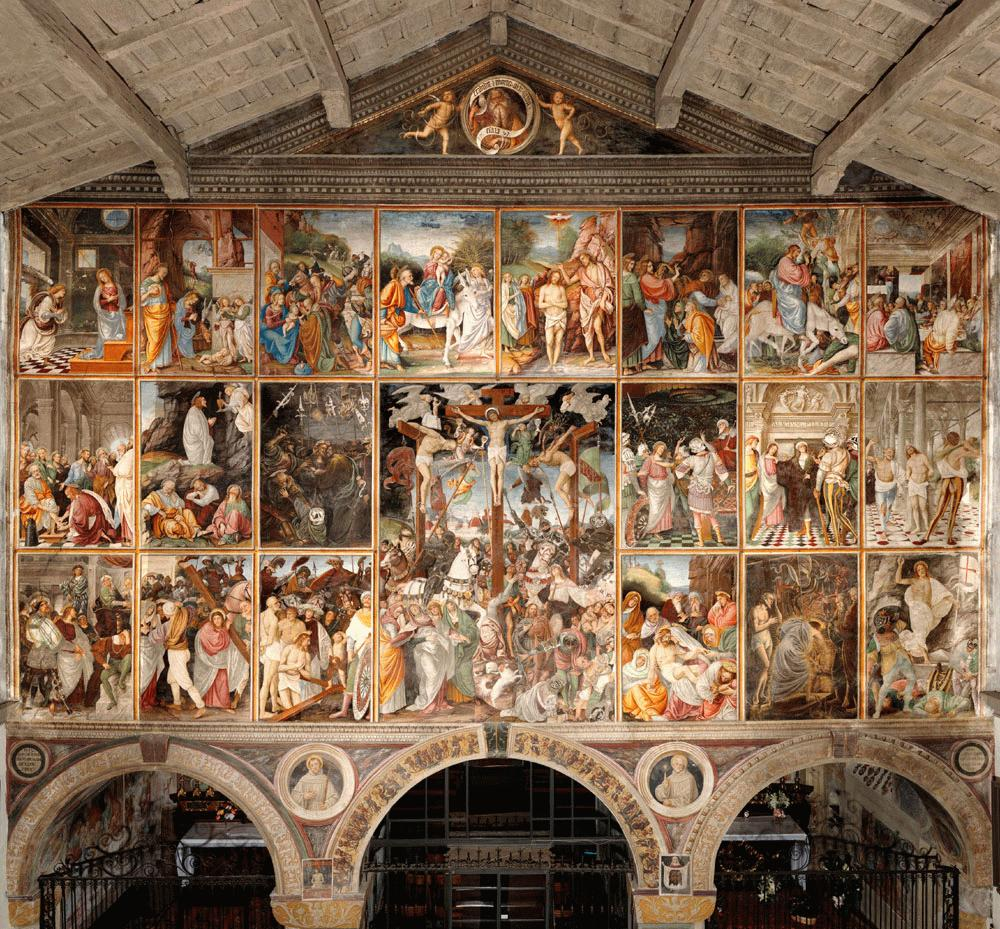
Tramezzo affrescato con le Storie della Vita e Passione di Cristo, Santa Maria delle Grazie, Varallo
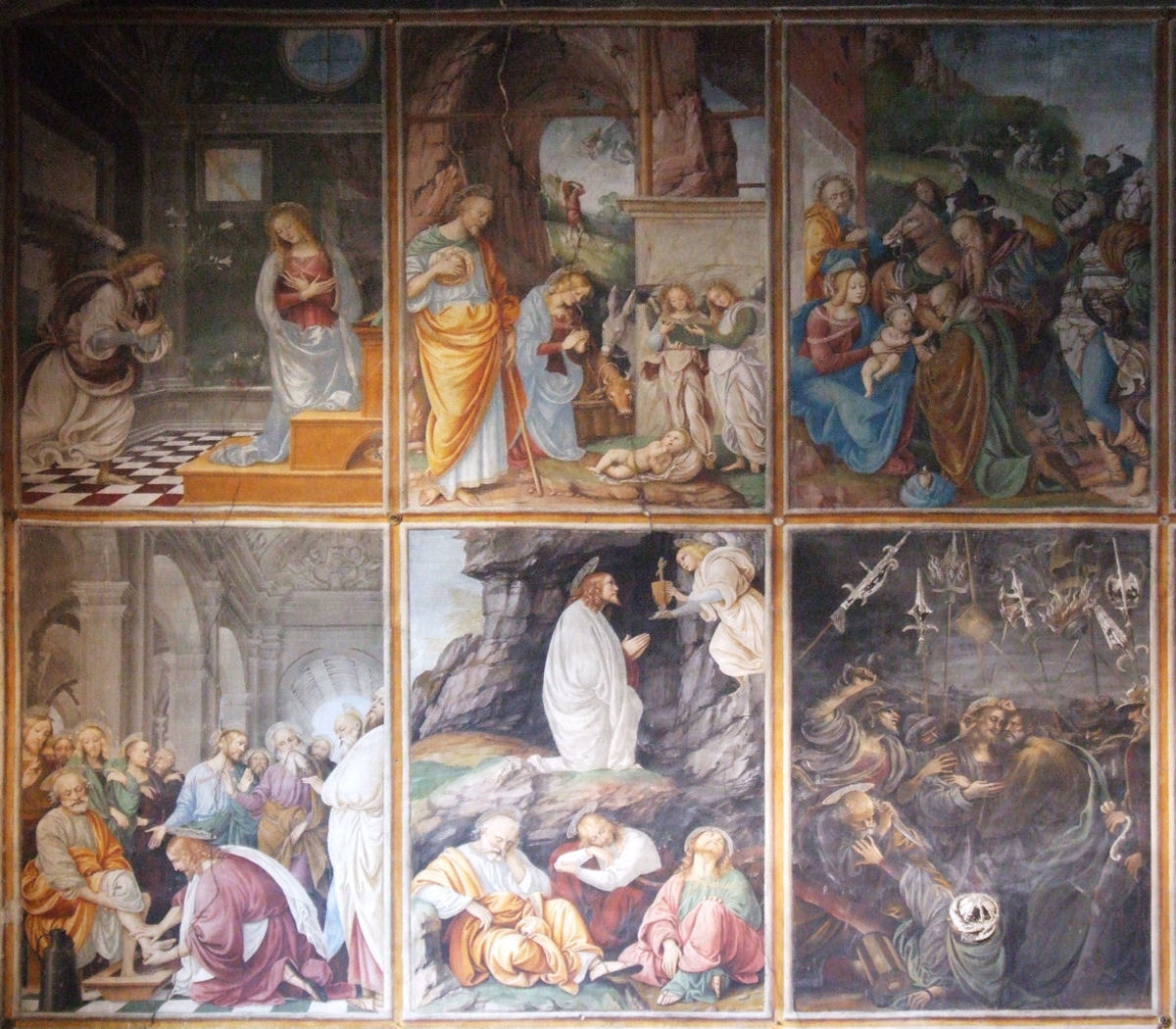
Scene del tramezzo affrescato , Santa Maria delle Grazie, Varallo
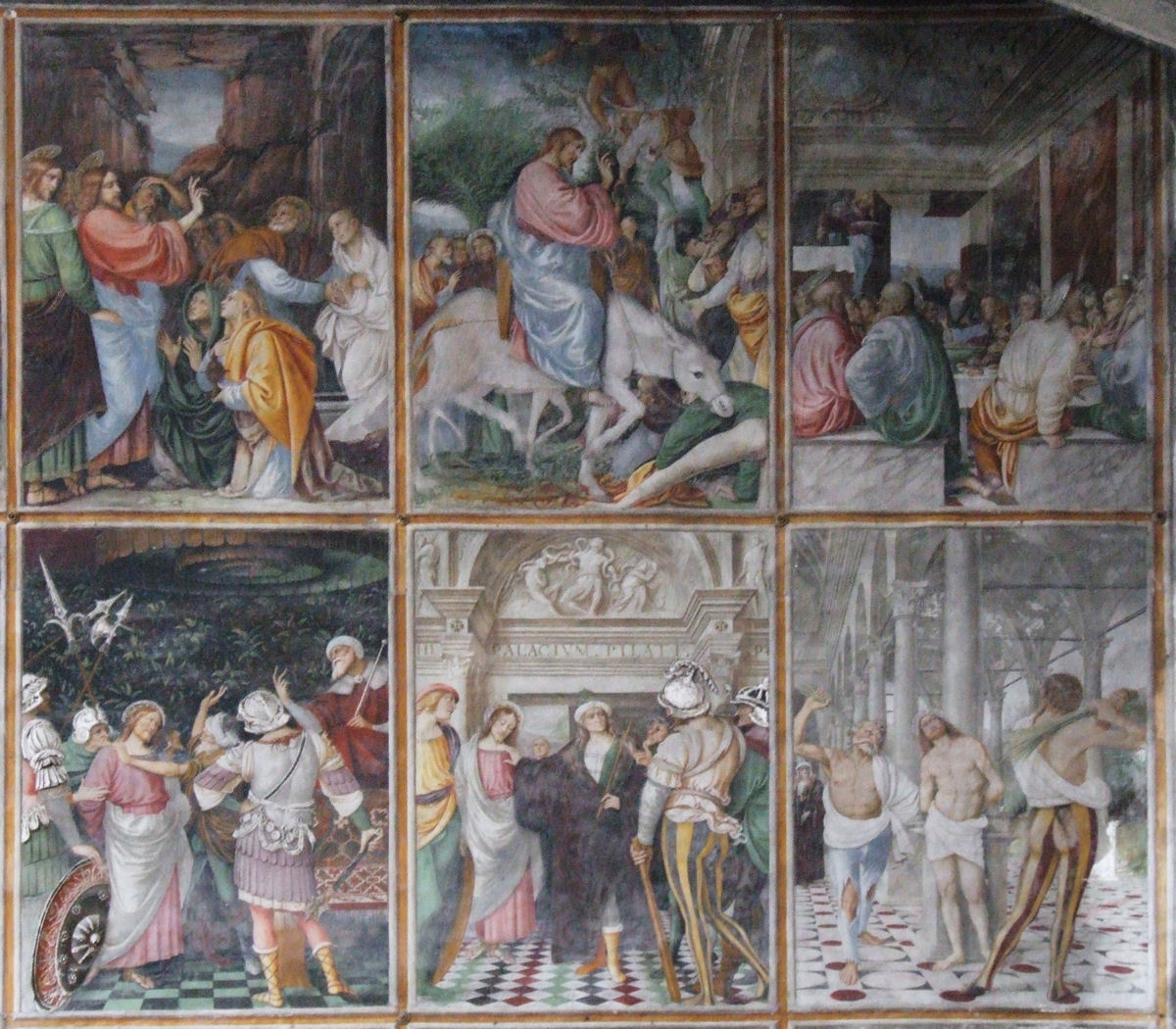
Scene del tramezzo affrescato , Santa Maria delle Grazie, Varallo
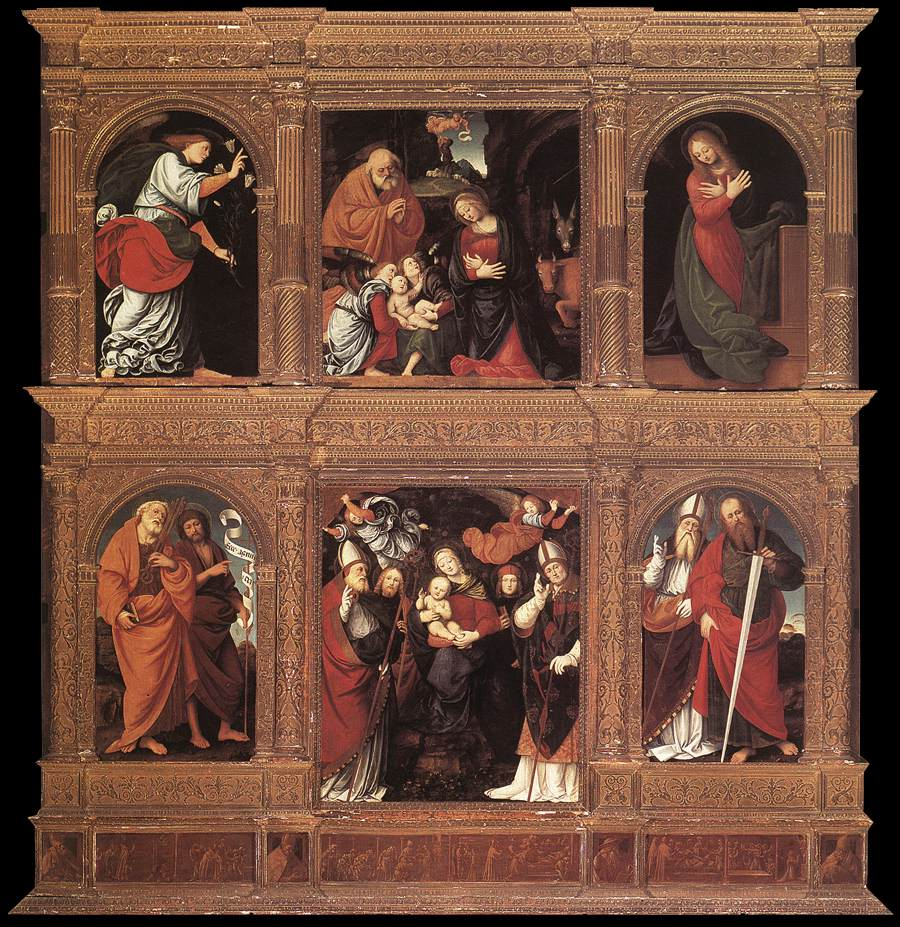
Polittico di San Gaudenzio, Basilica di San Gaudenzio, Novara
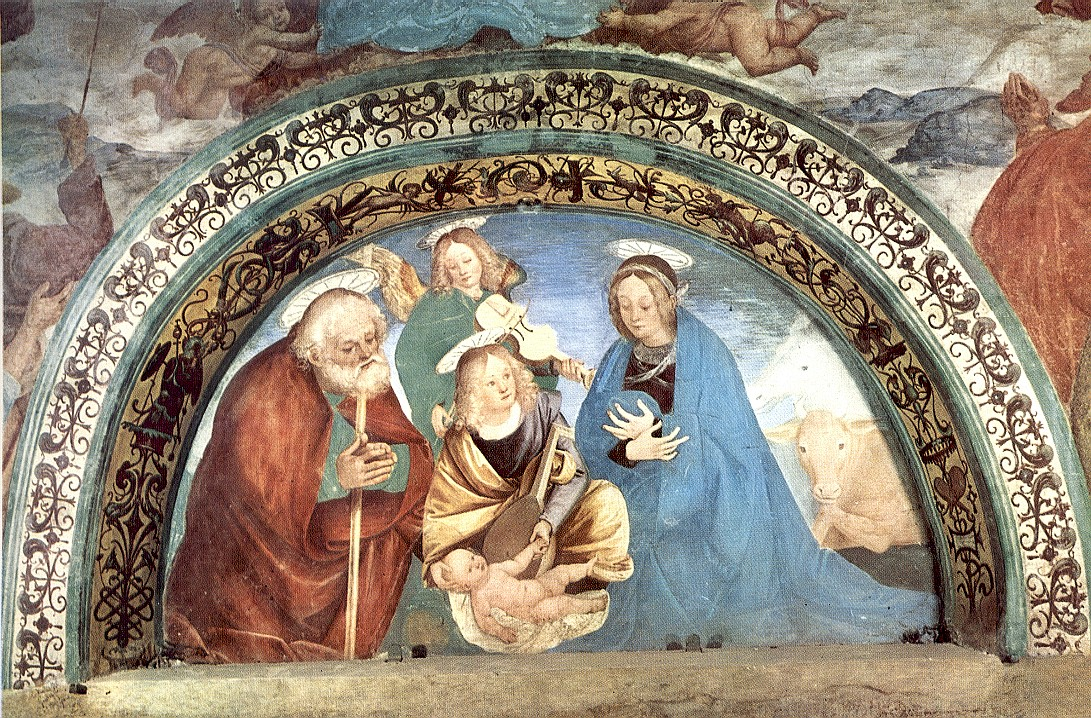
Adorazione del Bambino, cappella della Madonna di Loreto, Roccapietra, frazione di Varallo
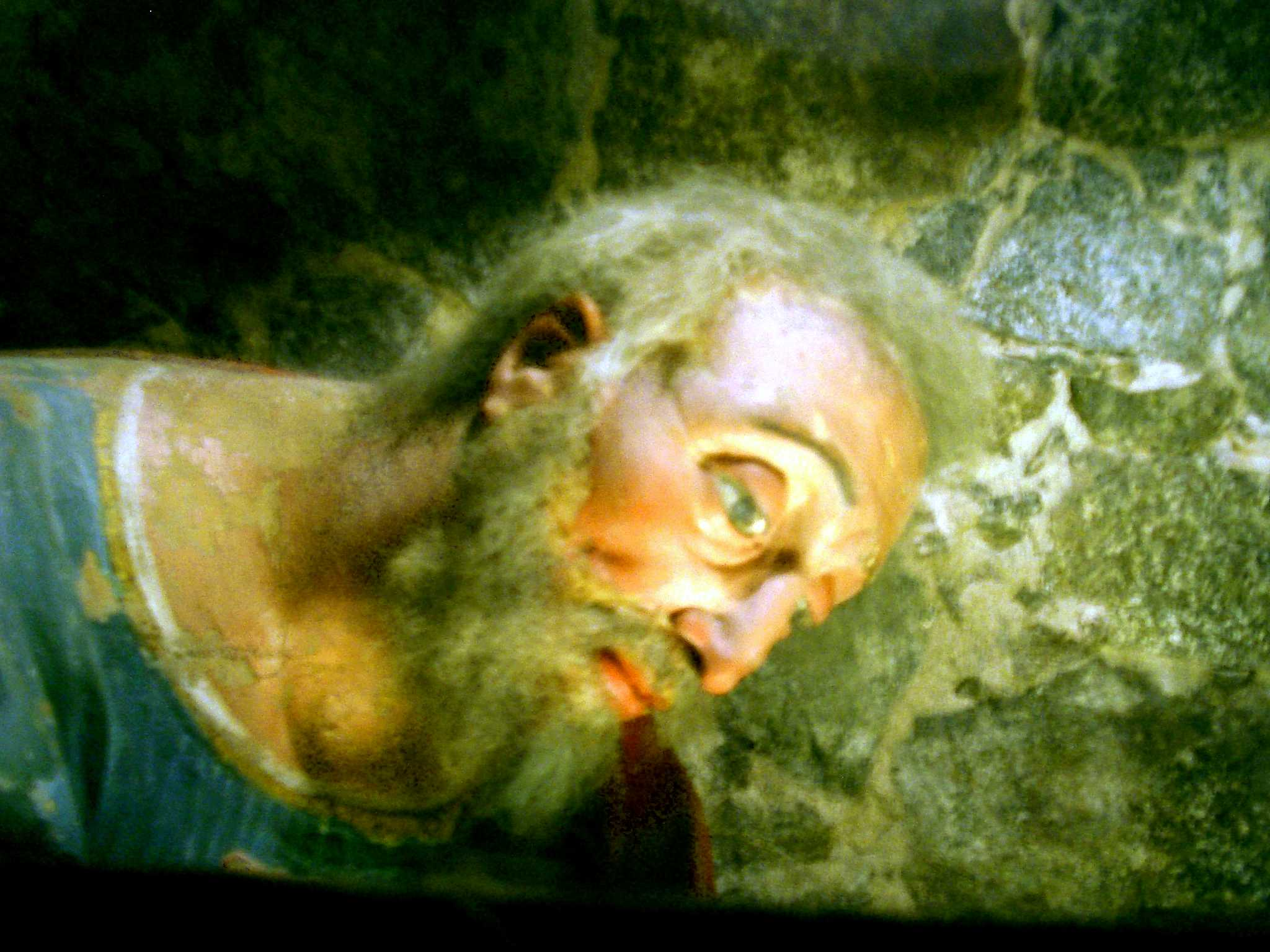
Sacro Monte di Varallo, cappella VI, San Giuseppe (particolare)
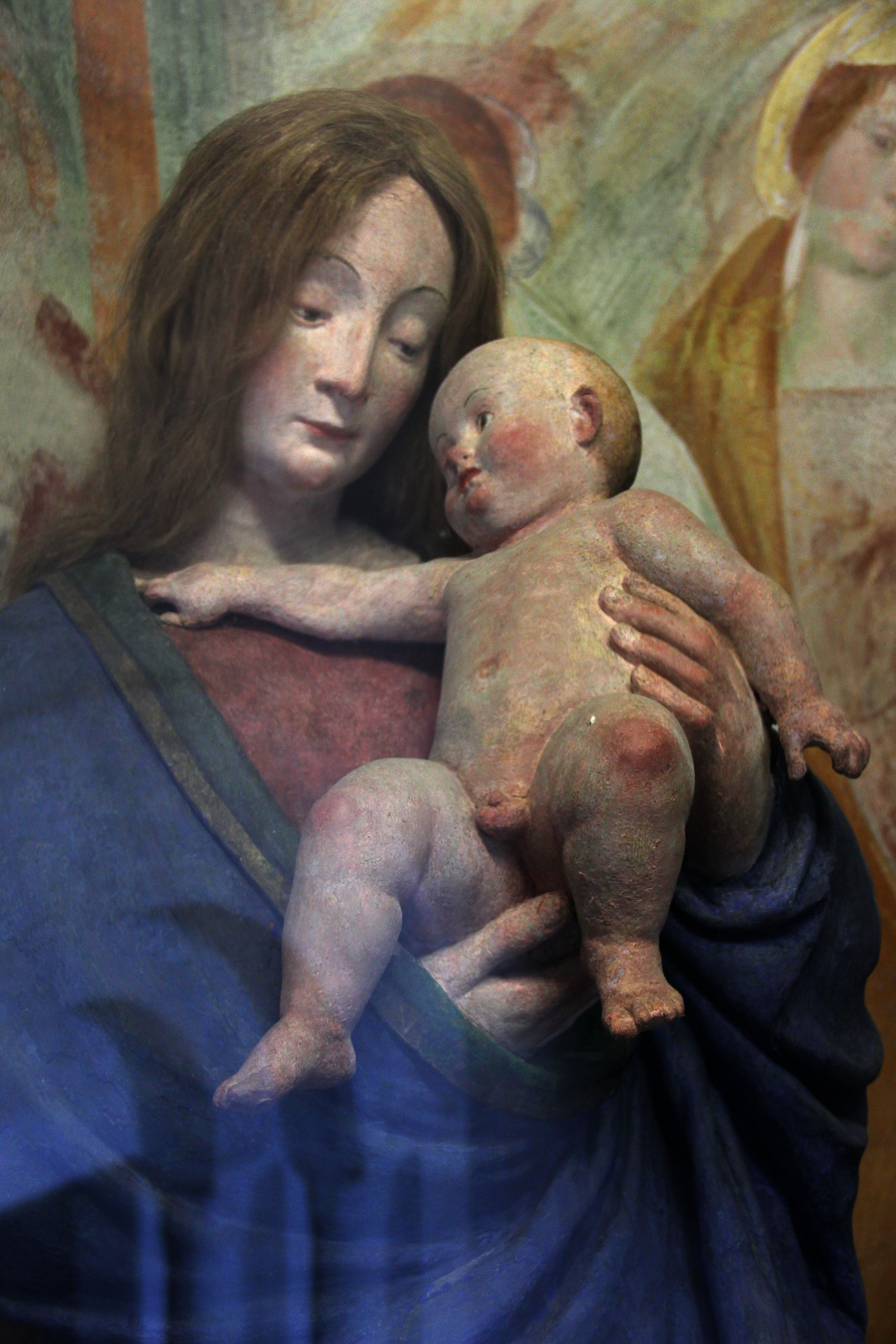
Sacro Monte di Varallo, cappella VI, Maria presenta Gesù al sacerdote

### Terzo decennio del XVI secolo
- Adorazione del Bambino con un donatore, olio su tavola, 148.6 x 111.8 cm, 1520-25 circa, Ringling Museum of Art, Florida http://emuseum.ringling.org/emuseum/objects/23890/holy-family-with-a-donor?ctx=e38c17f9-3820-4df9-90d9-b7260b629aff&idx=0[collegamento interrotto];
- Policromia e doratura dell'ancona del Santuario dell'Assunta e di S. Lorenzo a Morbegno (SO) eseguite in collaborazione con Fermo Stella, 1520 - 1526  Archiviato il 26 luglio 2011 in Internet Archive. (nella chiesa è conservata anche una tela a tempera con la Nascita della Vergine, attribuita a G. Ferrari, ritenuta essere l'unica anta di chiusura superstite dell'ancona);
- Madonna col Bambino e i santi Pietro martire, Domenico, Caterina da Siena e Marta, olio su tavola, 95 x120,4 cm,  1520 circa, Museo Poldi Pezzoli, Milano;[collegamento interrotto];
- Polittico di San Gaudenzio, Madonna col Bambino, Pietà e Santi, Collegiata di San Gaudenzio,  Varallo
- Polittico di Romagnano Sesia, 1520 circa, ora smembrato tra:

le tre tavole con Madonna col Bambino e santi, San Rocco, San Sebastiano nella collezione Borromeo a Isola Bella;
la tavola con Angeli che adorano l'ostensorio al Szépművészeti Múzeum a Budapest ;
due tavole con San Silano e San Giovanni Battista in collezioni private;
- Pietà, tavola, 118 x 92 cm, 1527-29,  Szépművészeti Múzeum, Budapest
- Tavole già facenti parte di una stessa ancona:

Madonna col Bambino  (ora alla Pinacoteca di Brera);
San Giovanni Battista e San Pietro e donatore (ora alla Galleria Sabauda);
- Sante Caterina d'Alessandria e Apollonia, olio su tavola, 88,5 x 61,3 cm, 1530 circa, Museo Civico d'Arte Antica, Torino ;
- Santa Cecilia e donatore, Santa Margherita, due tavole,  rispettivamente 121 x 52 and 120 x 49 cm,  Museo Puškin delle belle arti, Mosca;
- Matrimonio mistico di santa Caterina, pala d'altare,  1527 circa, Duomo di Novara
- Sposalizio della Vergine, tavola, 1520-30, Duomo di Como;
- Adorazione del Bambino con san Giuseppe e un cardinale, tavola, 1528—30 circa, Ringling Museum of Art, Sarasota, Florida
- Statue in terracotta e affreschi del Sacro Monte di Varallo:

Cappella V, Adorazione dei Magi, 1525-28;
Cappella XXXVIII  Crocifissione, 1520-23 (la statua lignea del Cristo, sempre di G. Ferrari, è del 1510 ca.);

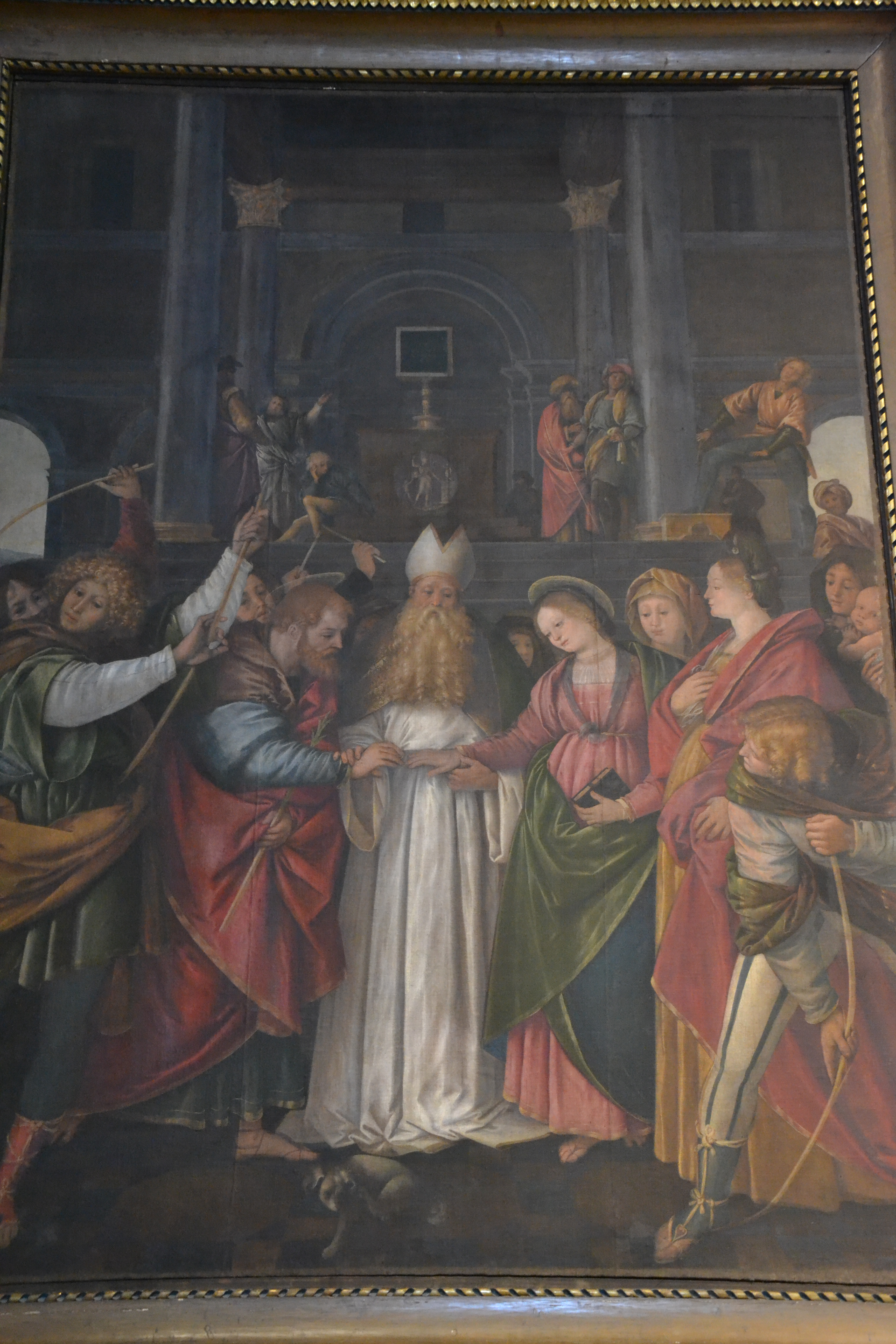
"Sposalizio della Vergine", Duomo di Como
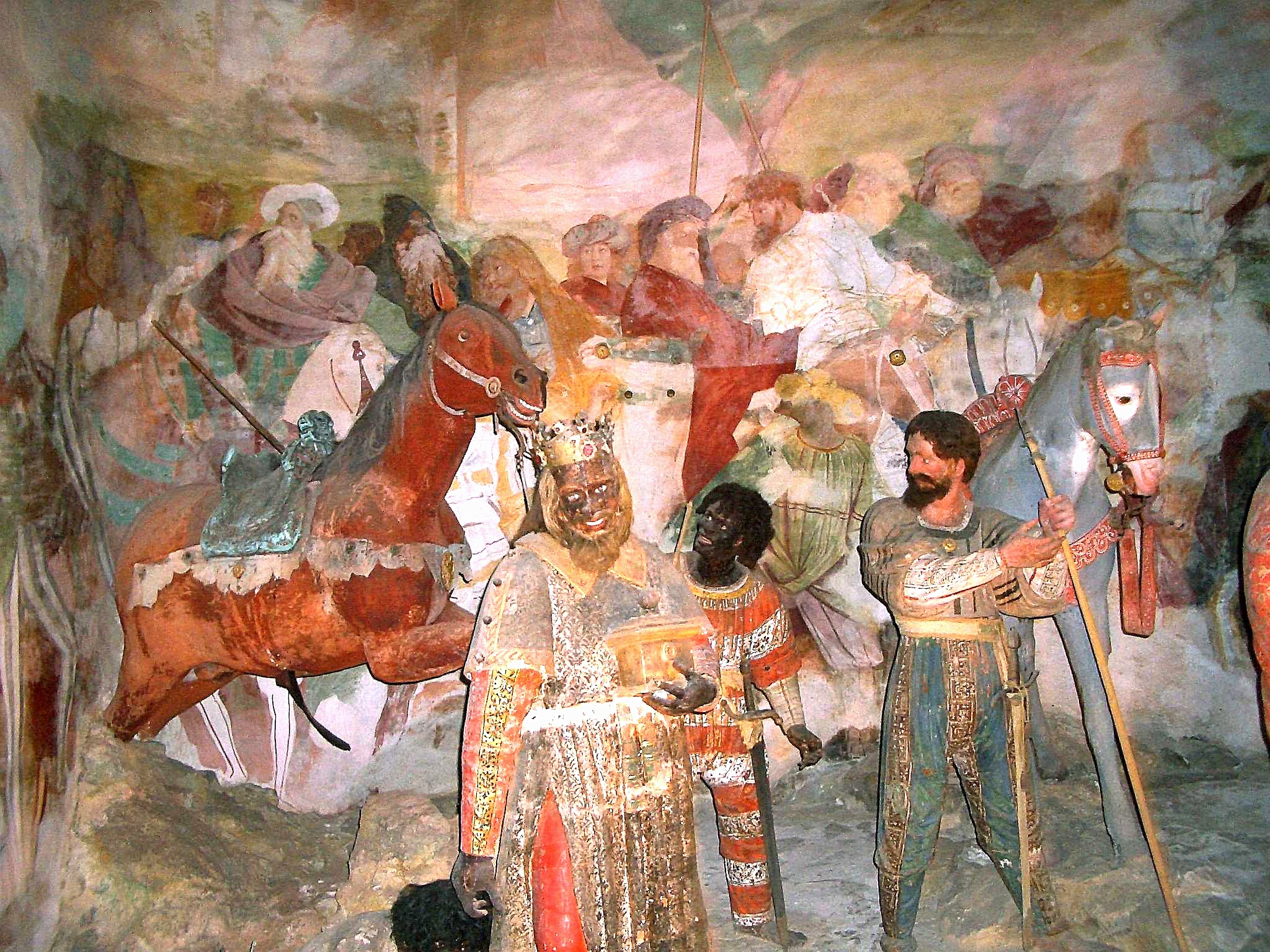
Sacro Monte di Varallo, cappella V, Gaspare, il re magio moro
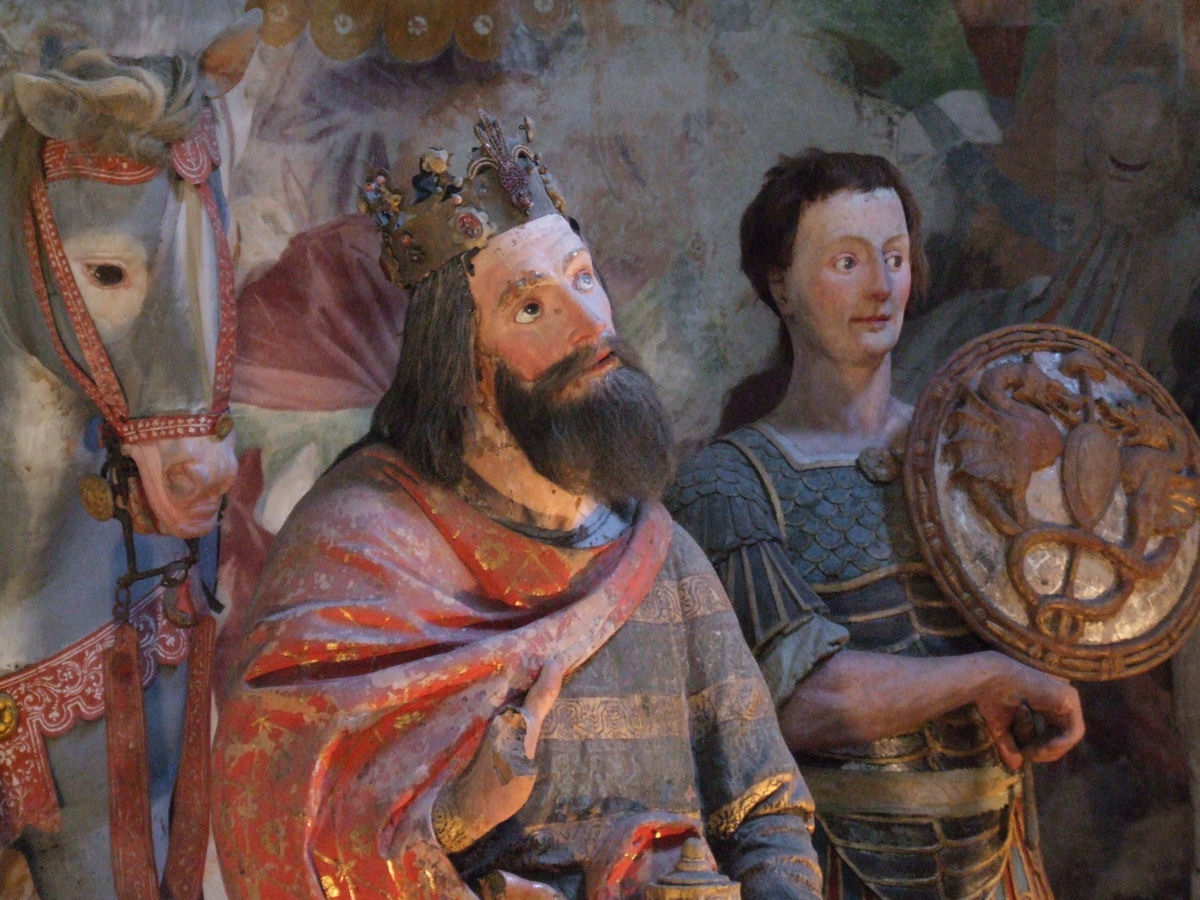
Sacro Monte di Varallo, cappella V, Uno dei magi (particolare)

### Quarto decennio del XVI secolo
- Dipinti nella chiesa di S. Cristoforo a Vercelli: pala della Madonna degli aranci e affreschi con le Storie della Maddalena e le Storie della Vergine, 1529-34;
- Affreschi raffiguranti Il Paradiso che accoglie l'Assunta (Concerto degli Angeli), 1534-36, Santuario della Madonna dei Miracoli, Saronno;
- Polittico della collegiata di San Pietro a Gattinara, 1534 circa (il polittico smembrato è conservato per la più parte al Museo Borgogna di Vercelli; alcune tavole della predella sono conservate alla Pinacoteca civica di Varallo  Archiviato il 14 giugno 2011 in Internet Archive.);
- Madonna col Bambino, olio su tavola, 165 x 79 cm, 1536-37, Accademia Carrara, Bergamo;
- Martirio di santa Caterina, olio su tavola, 334 x 210 cm, Brera, Milano; ;
- Crocifissione, tempera su tavola, 172x174 cm, 1534 circa, Sabauda, Torino;
- Battesimo di Cristo, tavola, 157 x 114 cm, 1534 circa, Cattedrale Sant'Evasio (sacrestia), Casale Monferrato;
- Salita al Calvario, tavola,  cm 266,3 x 180,4, 1538 circa, Santuario della Santissima Pietà, Cannobio
- Sant'Antonio tra i santi Ambrogio e Gerolamo e predella con Cristo e i dodici Apostoli, parrocchiale di S. Andrea, Maggianico, fraz. di Lecco ; (altre parti del polittico sono conservate alla National Gallery di Londra  );
- Affreschi con Storie della Passione, cappella Santa Corona, Santa Maria delle Grazie, Milano;

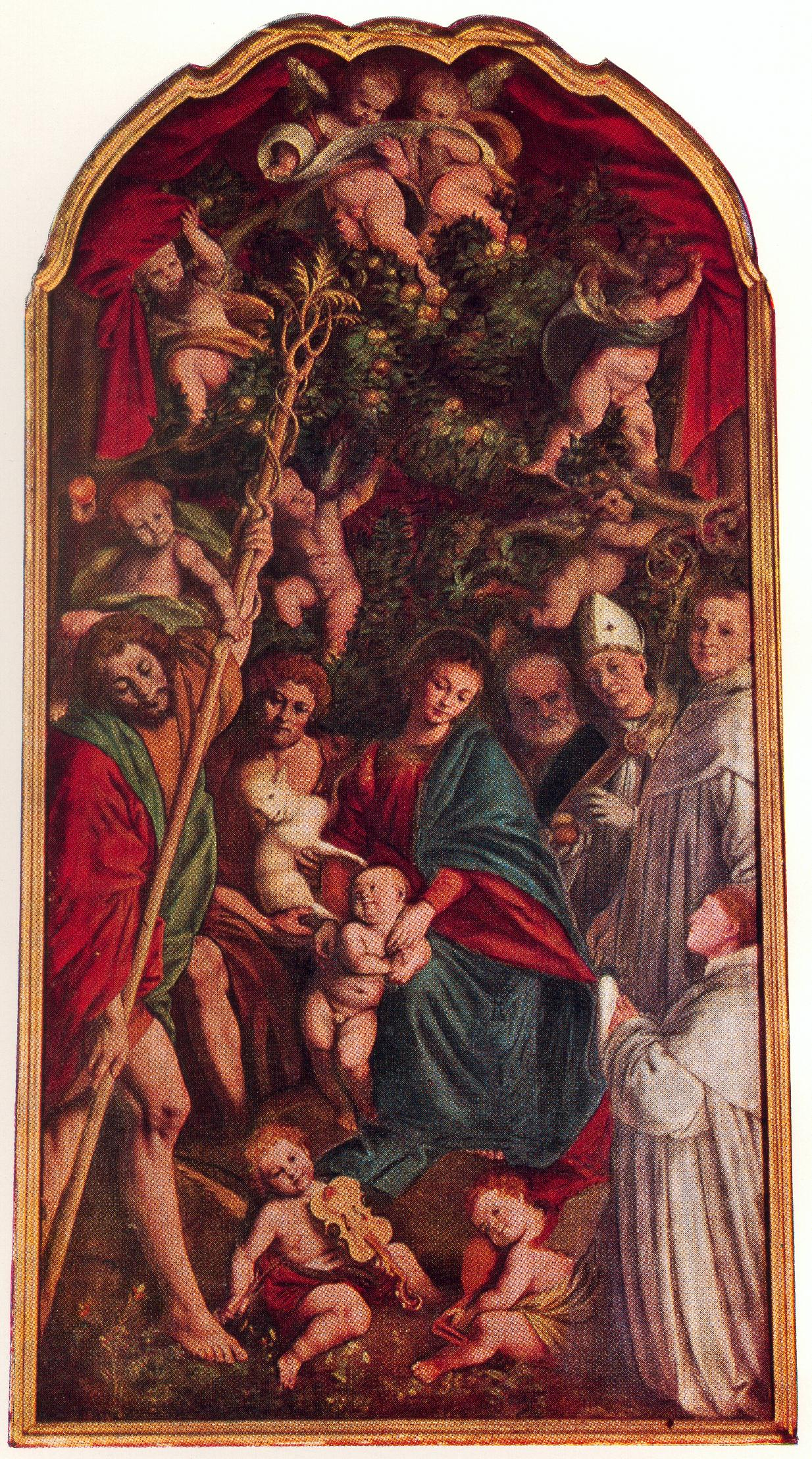
Pala della Madonna degli aranci, San Cristoforo, Vercelli
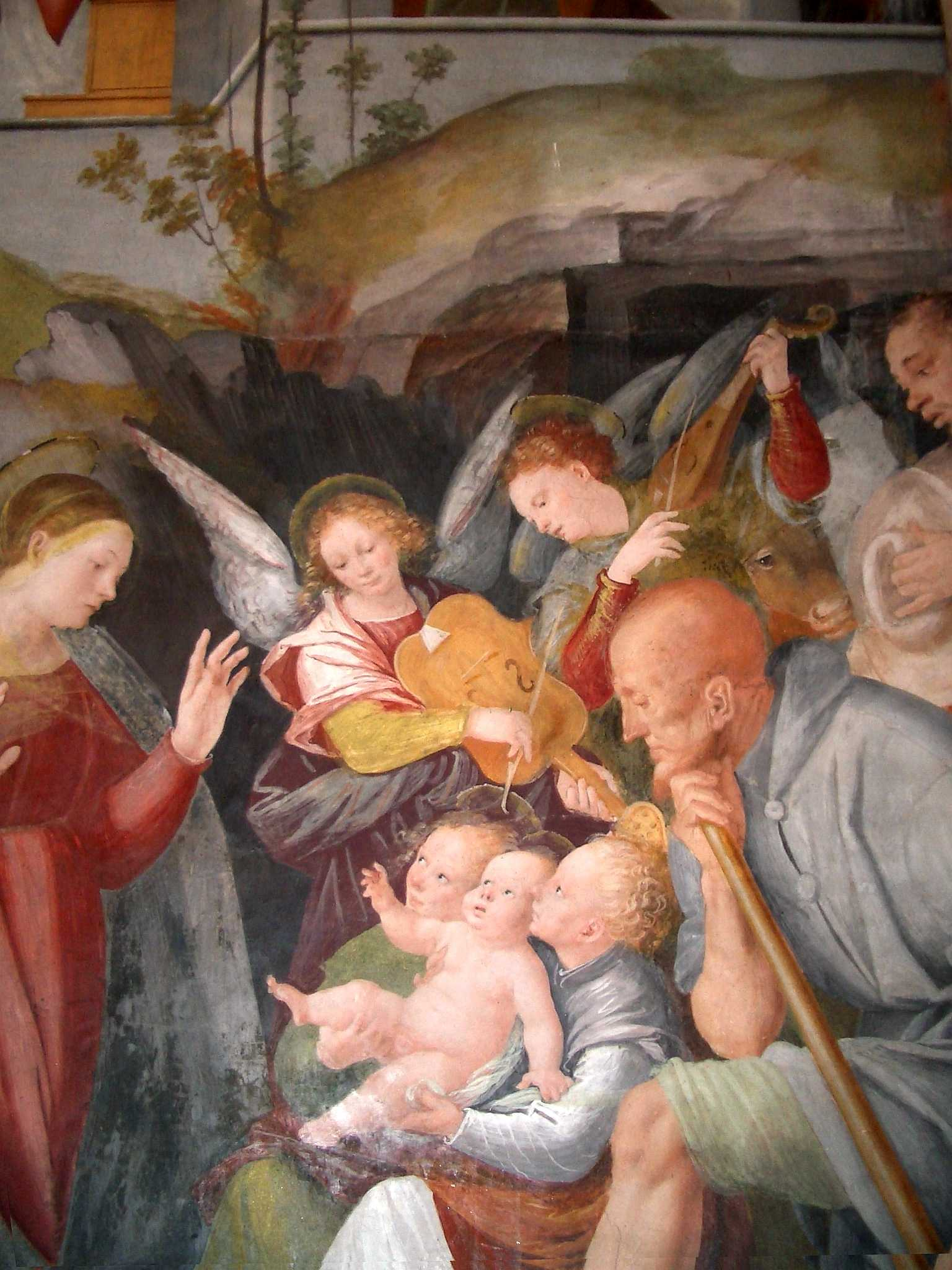
Storie della Vergine, adorazione dei pastori, San Cristoforo, Vercelli
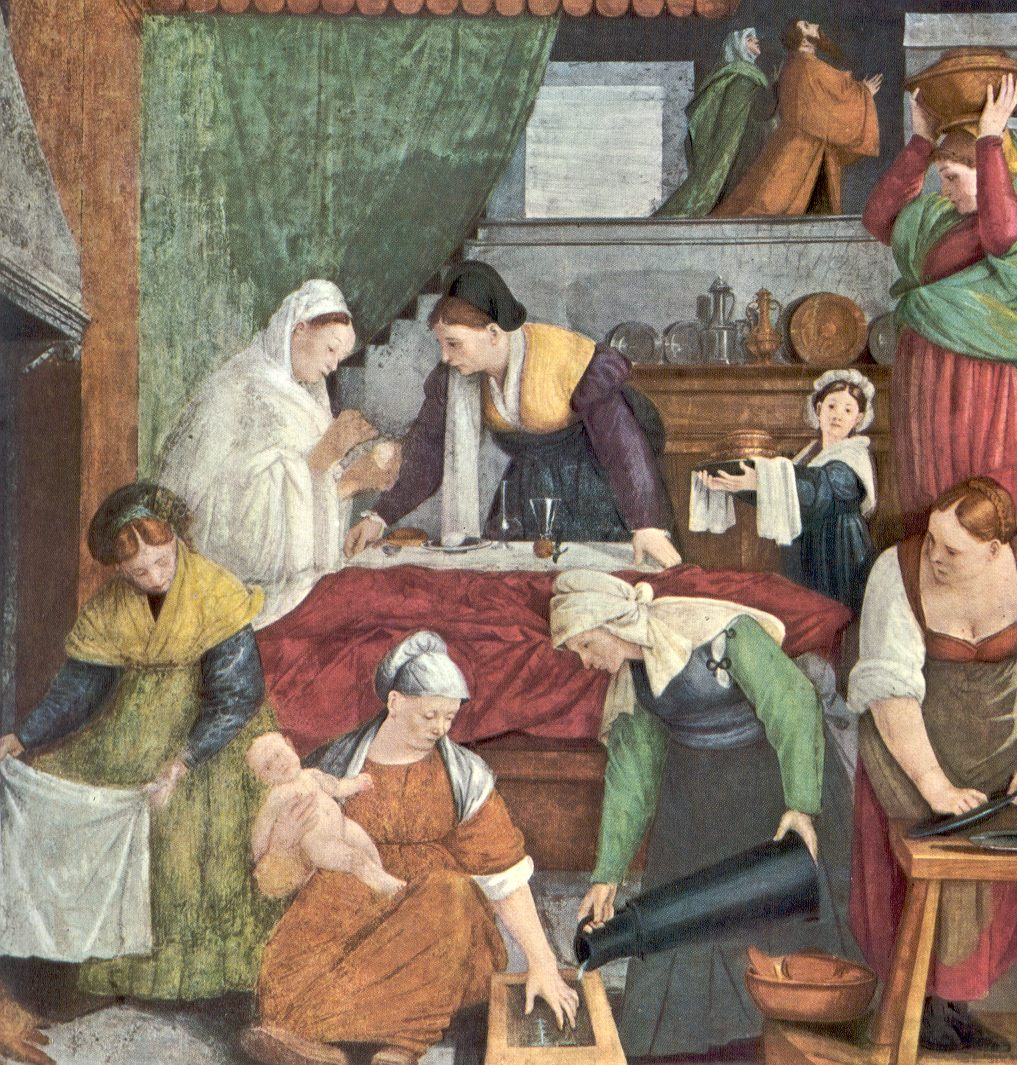
Storie della Vergine, natività di Maria, San Cristoforo, Vercelli
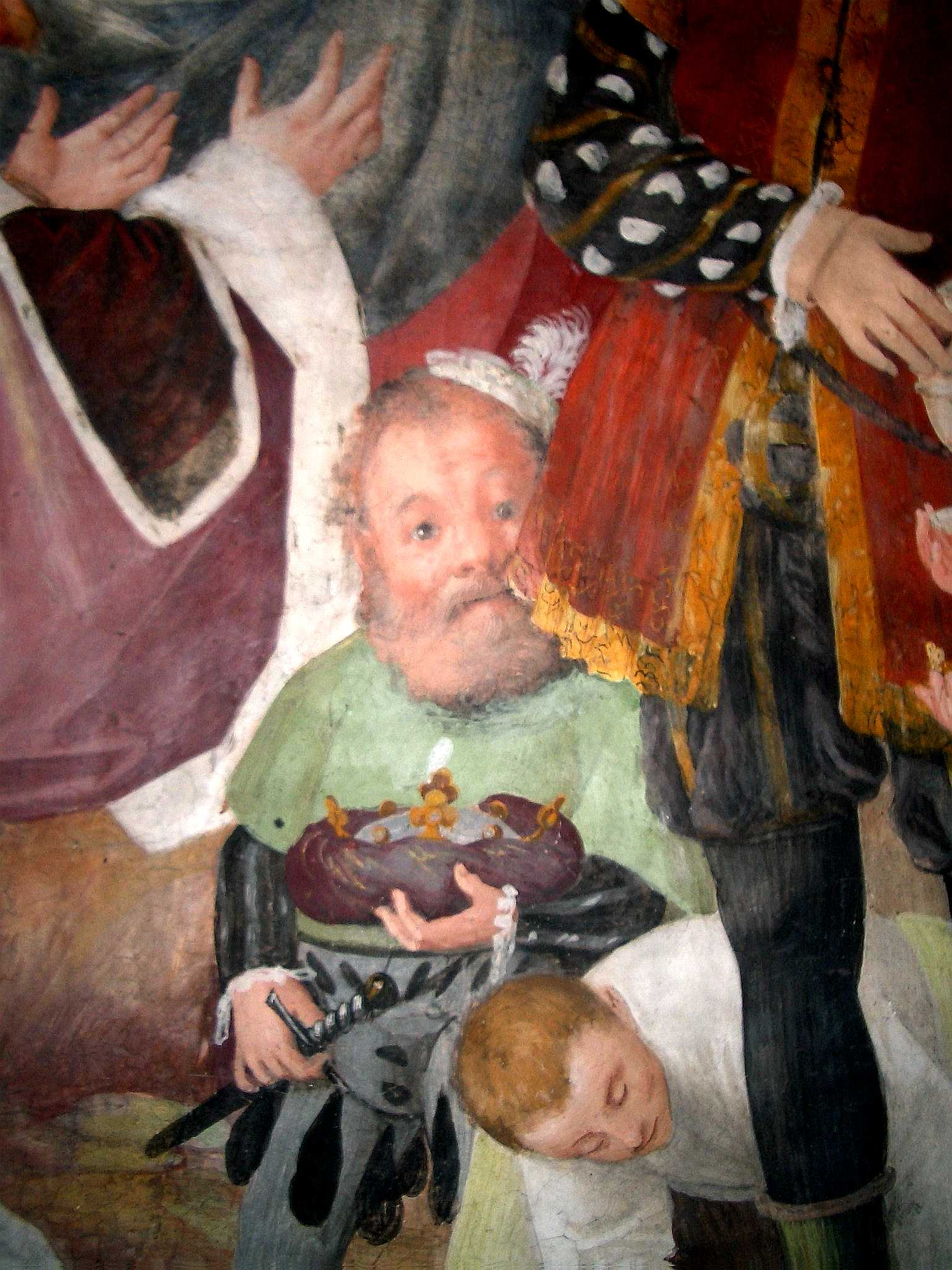
Storie della Vergine, adorazione dei Magi (particolare), San Cristoforo, Vercelli

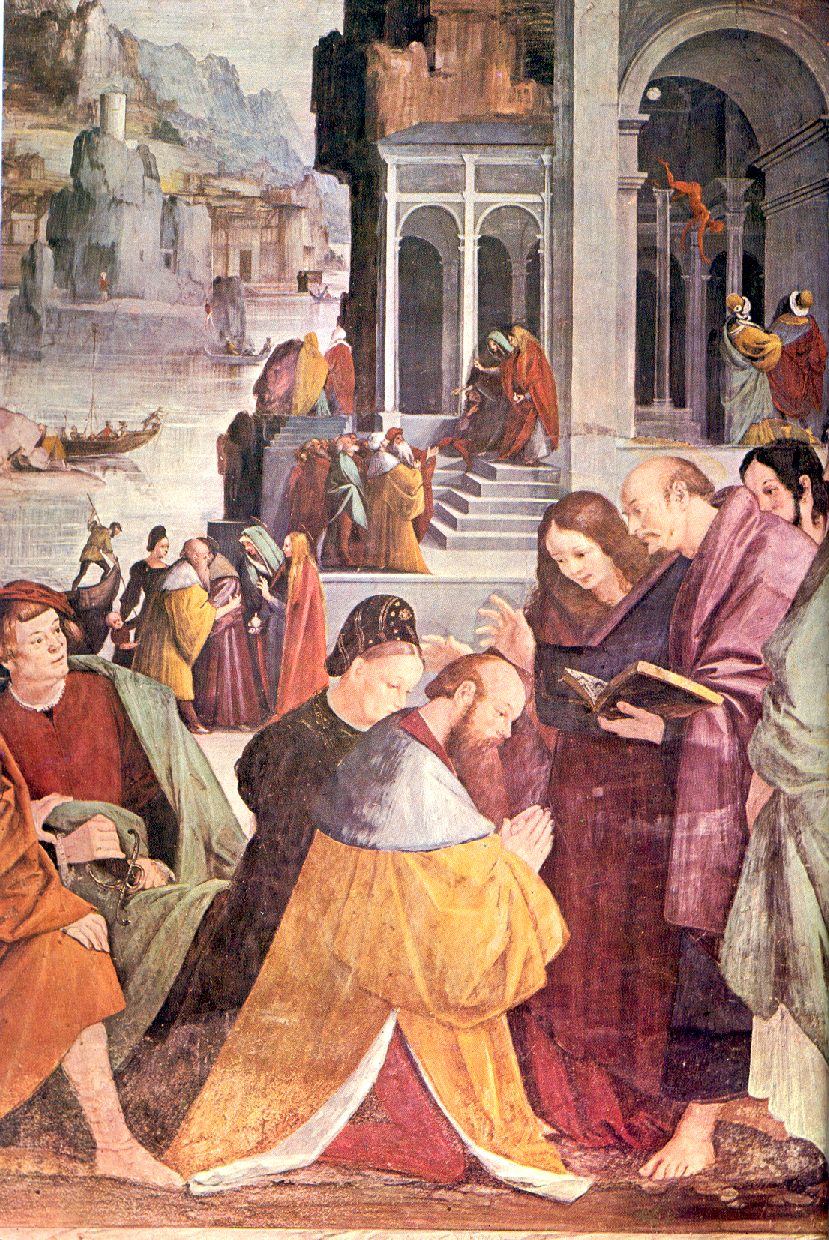
Storie della Maddalena, battesimo dei principi di Marsiglia, San Cristoforo, Vercelli
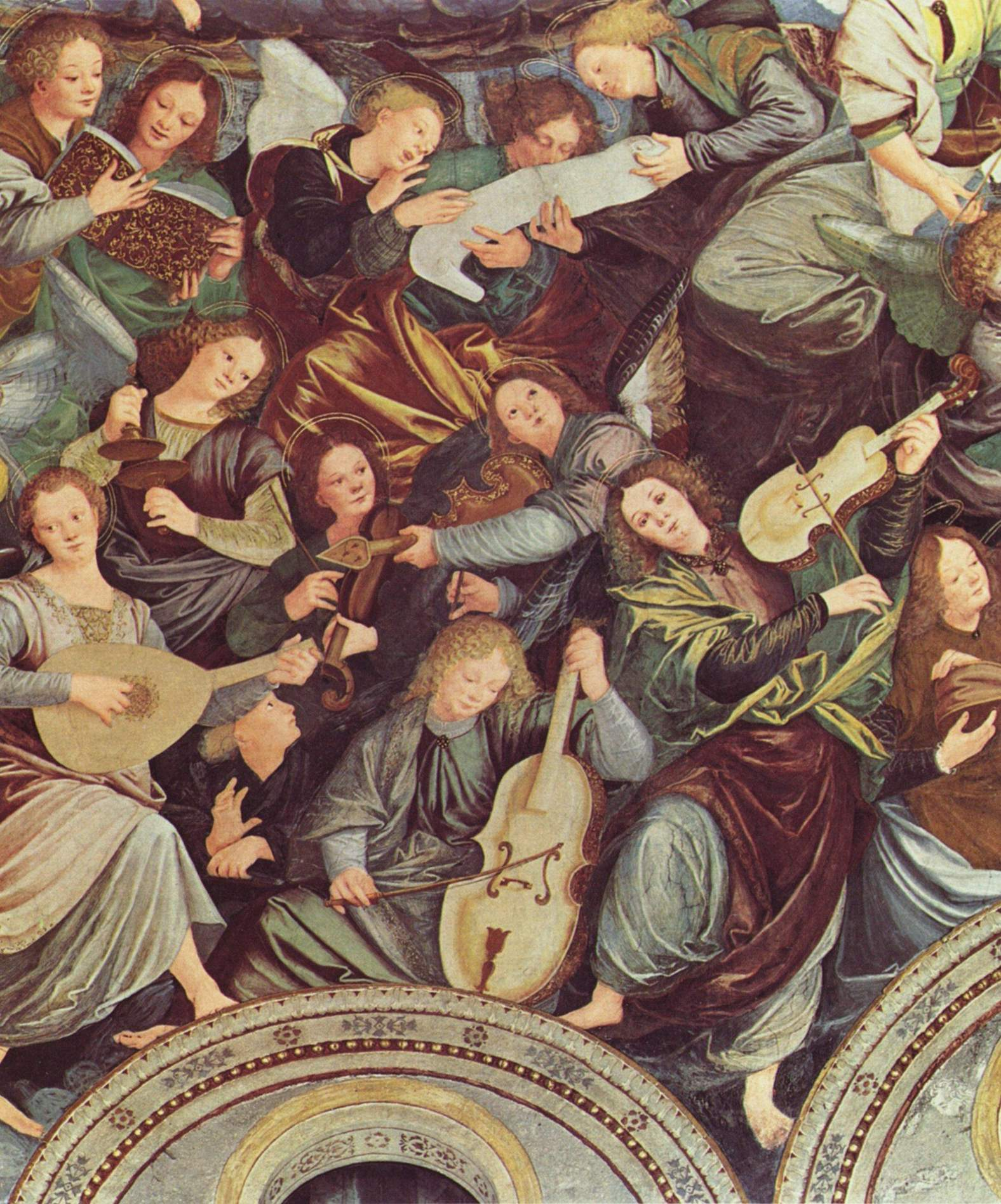
Concerto degli Angeli (particolare), Santuario della Madonna dei Miracoli, Saronno
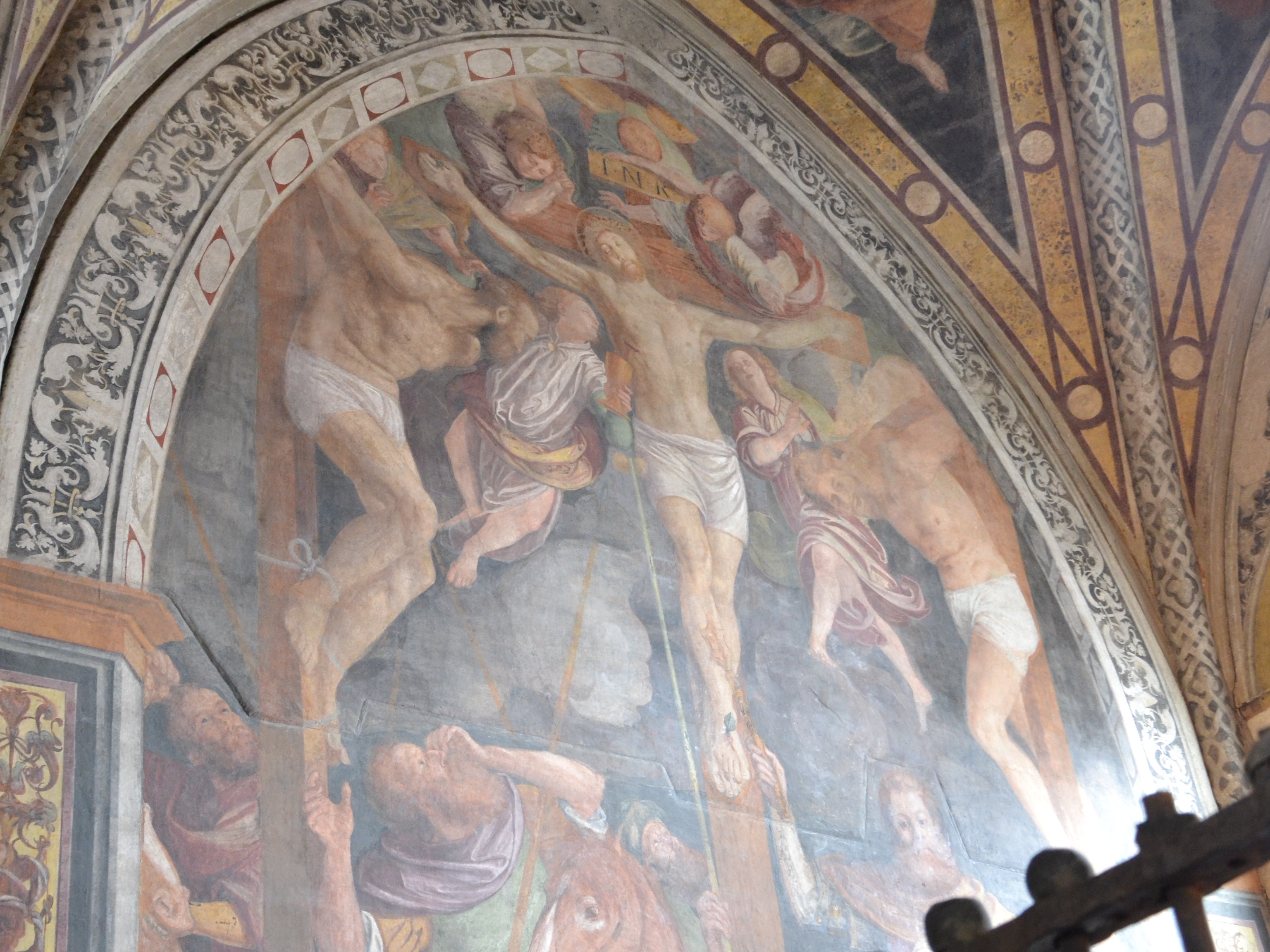
Crocefissione, Santa Maria delle Grazie, Milano

### Quinto decennio del XVI secolo
- Polittico dell'Assunzione, tavole, 1541, santuario di Santa Maria di Piazza, Busto Arsizio;
- Ultima Cena,  tavola, 1541-1542, Santa Maria della Passione, Milano (in collaborazione con Giovanni Battista della Cerva)
- Adorazione dei Magi e Storie di Gioacchino e Anna, 1541-43, affreschi già in Santa Maria della Pace, staccati e trasportati su tela, Brera, Milano;
- Nascita della Vergine, 1541-43, Pinacoteca di Brera, Milano;
- Battesimo di Gesù, tavola, circa 1543, Santa Maria presso San Celso, Milano;
- San Paolo nello studio, 1543, Musée des Beaux-Arts, Lione;
- Compianto sul Cristo morto, ca. 1543, Galleria Sabauda, Torino ;
- Consegna delle chiavi a San Pietro, tavola , Gemäldegalerie, Berlino;
- Pala di San Girolamo, 1545, chiesa di San Giorgio al Palazzo, Milano, (in collaborazione con Giovanni Battista della Cerva?);
- Deposizione dalla croce, santi e angeli, circa 1545, Basilica di Sant'Ambrogio, Milano, (in collaborazione con Giovanni Battista della Cerva)

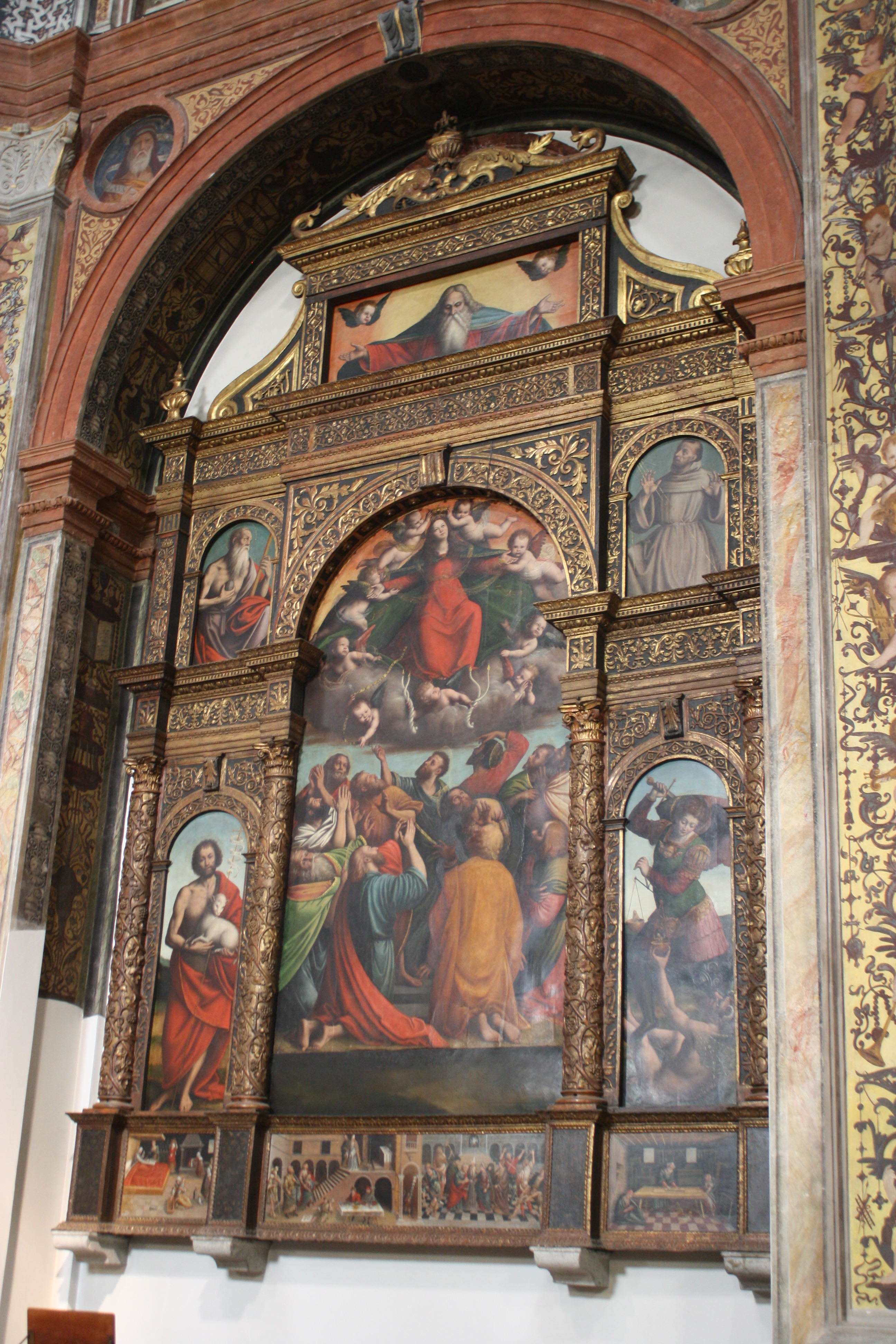
Polittico dell'Assunzione, santuario di Santa Maria di Piazza, Busto Arsizio
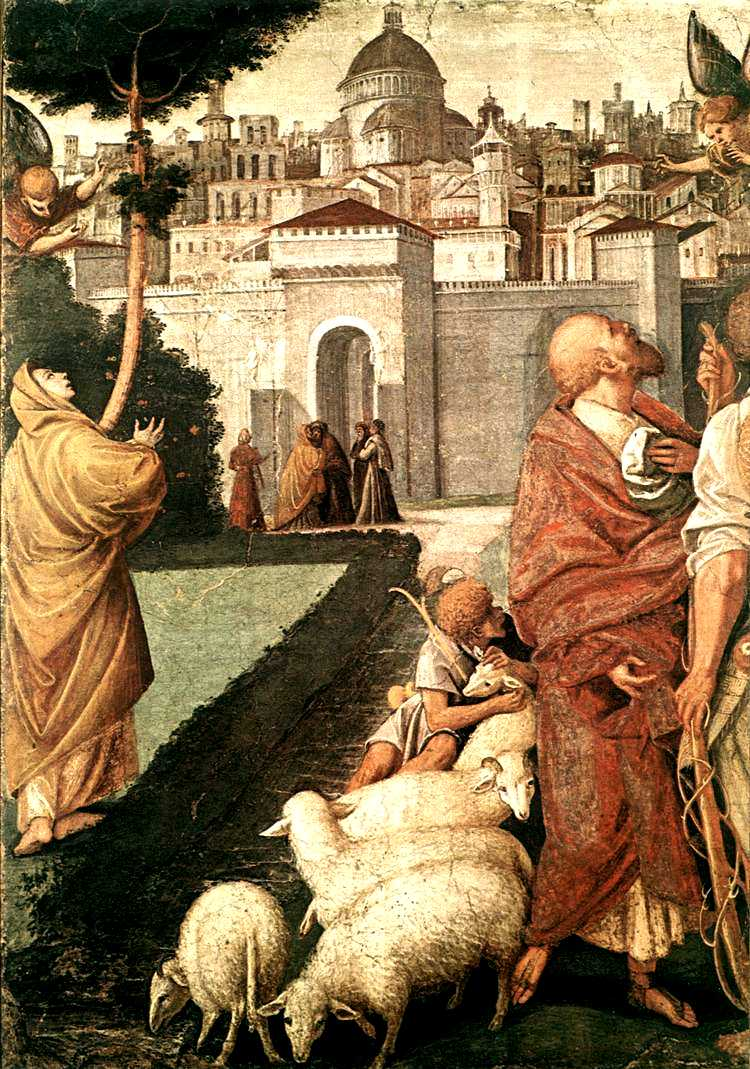
Storie di Gioacchino e Anna, pinacoteca di Brera, Milano
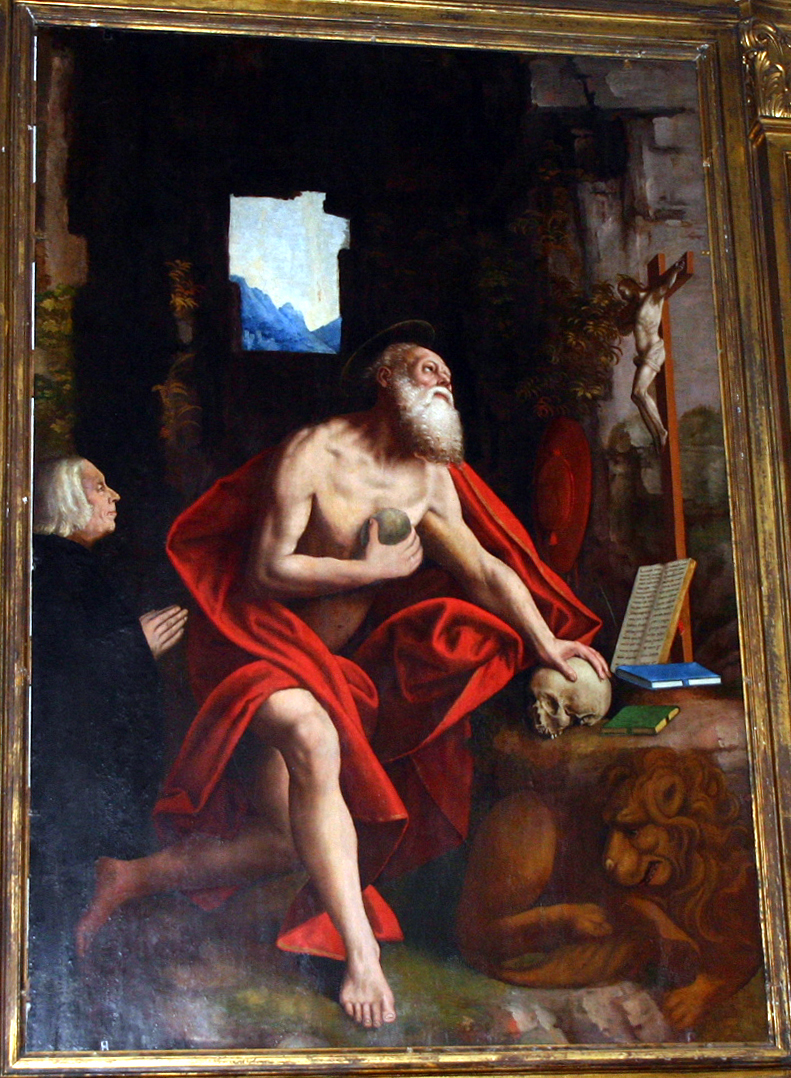
Pala di San Girolamo, San Giorgio al Palazzo, Milano